# Histoire d'Alexandrie à l'époque hellénistique
Sauf précision contraire, les dates de cet article sont sous-entendues « avant l'ère commune » (AEC), c'est-à-dire « avant Jésus-Christ ».

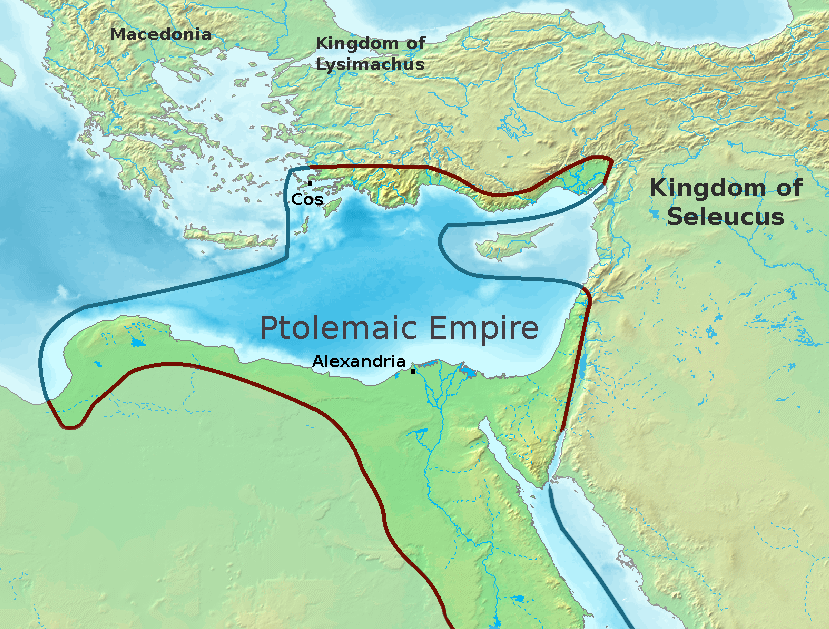
Carte du royaume lagide vers 300 av. J.-C., avec la localisation d'Alexandrie indiquée.

Fondée par Alexandre le Grand en 331 av. J.-C., la cité d’Alexandrie a été durant l’époque hellénistique la plus grande ville du monde grec. Surnommée le « comptoir du monde » par Strabon, elle forme un pôle commercial majeur, aboutissant à la formation d'une population cosmopolite de l'ordre d'un demi-million d'habitants, presque inégalée durant l'Antiquité. De plus, la ville est la capitale du royaume lagide, ce qui lui donne un rôle de premier plan dans la gestion administrative de l'Égypte et dans l'histoire de la dynastie lagide.
Alexandrie est située à l'ouest du delta du Nil, au nord du lac Maréotis et au sud de l'île de Pharos. Cette dernière est rattachée au continent par l’Heptastade, sorte de digue servant aussi d'aqueduc, qui a permis non seulement l’extension de la ville mais aussi la création de plusieurs ports maritimes.

## Évolution historique

Plan d'Alexandrie vers 30 av. J.-C.

Compte tenu de la faible documentation littéraire à laquelle les historiens ont accès, il est difficile de décrire précisément le cours des événements qui se sont déroulés à Alexandrie avant notre ère. Il est cependant possible de dresser un vague portrait.

### Lieu d'installation
L'endroit de la fondation de la ville d’Alexandrie est connu des Grecs à travers l'Odyssée d'Homère : 

« Puis vers la mer houleuse, il existe un îlot. En avant de l'Égypte ; on l'appelle Pharos. »

— Homère, L'Odyssée, IV, 355.
La ville d'Alexandrie aurait été construite sur l'ancien site de Rhakôtis à partir de 331 av. J.-C., mais les historiens n'ont que peu de documents à son sujet et trois hypothèses ont été mises au point :
- Pour certains, Rakhotis est un simple village de pêcheurs[2] ;
- Pour d'autres, le terme rakhotis pourrait être traduit par « le bâtiment », qui se rapporte aux premiers édifices dignes de ce nom construit par les Grecs, près ou à la place de ce même village de pêcheurs ou d’un poste de garde[réf. nécessaire] ;
- Enfin d'autres pensent que rakhotis signifierait « le chantier » et ne serait pas une ville mais le nom donné par les Égyptiens à la ville d’Alexandrie au moment de sa construction. En effet, une grande partie d’Alexandrie a été construite d’un bloc et a dû avoir longtemps l’apparence d’un chantier[réf. nécessaire].

Ce qui est connu de la zone avant Alexandrie provient de quelques auteurs grecs et romains qui font mention des populations établies sur les marécages entourant la région. Héliodore dit que les Égyptiens l'appellent « le pays des bergers » tandis que la région a mauvaise réputation : 

« Aller en Égypte ! voyage long et pénible ! »

— Homère, L'Odyssée, IV, 483.

### Fondation

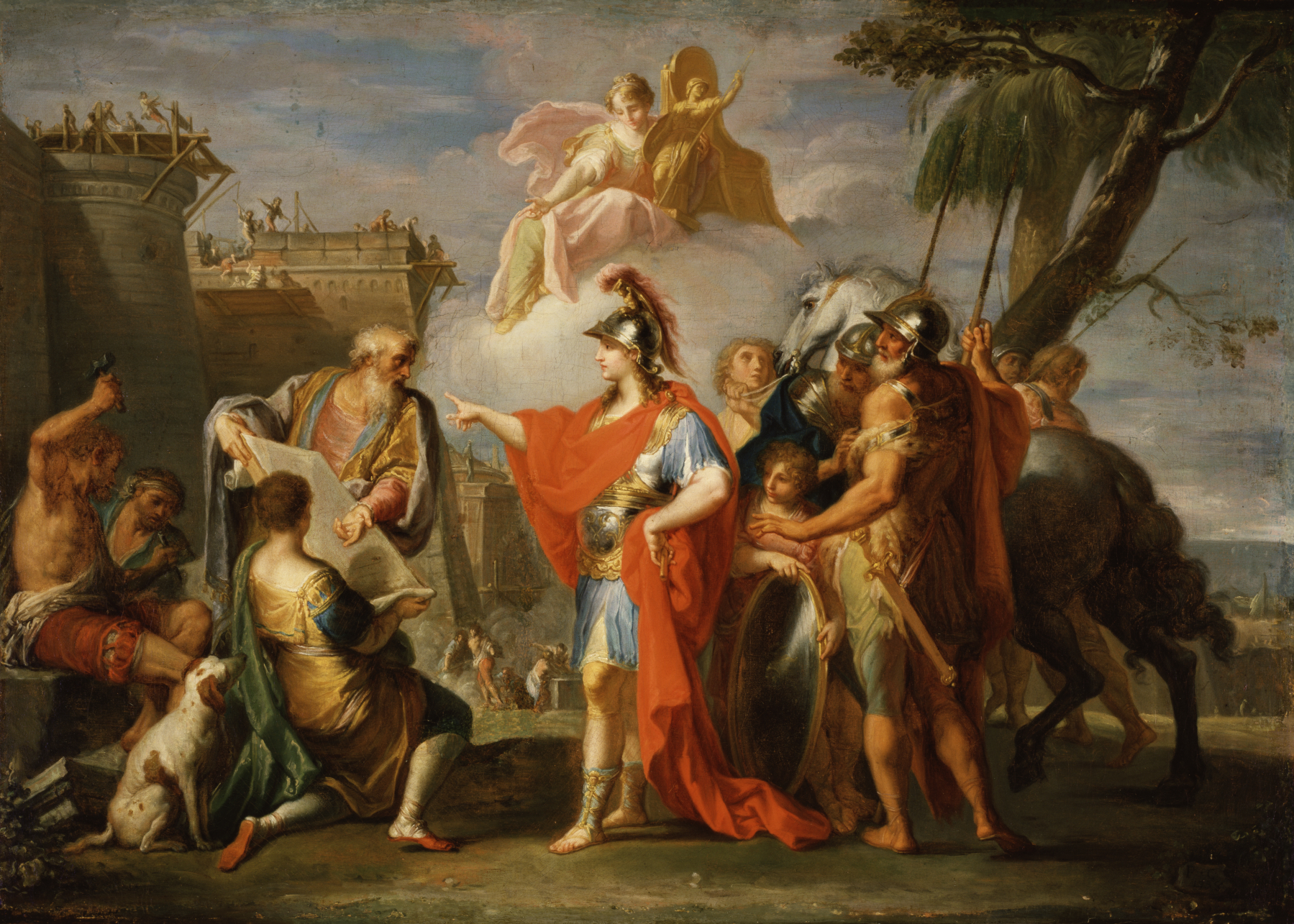
Alexandre le Grand fonde Alexandrie, Costanzi, 1736-1737.

La fondation de la ville d'Alexandrie a inspiré un mythe repris par Plutarque. Dans la Vie d’Alexandre, le biographe raconte comment, une nuit de 331 av. J.-C., alors qu'Alexandre projette de construire une ville en Égypte, il rêve d’Homère qui lui parle de l’île de Pharos. Toujours selon la légende, Alexandre serait allé voir, à son réveil, cette île et a commencé à tracer sur la côte qui lui fait face les contours de la cité à l'aide de farine. Arrien nous apprend dans l'Anabase qu'en l'absence de matériaux pour marquer les traces des futures fortifications, les ouvriers utilisent de la farine. Cette façon de procéder est interprétée comme un bon présage par les devins qui prédisent prospérité à la ville et notamment « pour les fruits de la terre ». Strabon dans sa Géographie nous raconte une histoire similaire : il nous indique qu’en raison du manque de terre blanche on utilise la farine destinée aux ouvriers pour terminer de tracer la ligne de l’enceinte. Ce signe est interprété là aussi comme un heureux présage. Plutarque suit l'histoire de Strabon et rajoute qu’une fois les lignes tracées de nombreux oiseaux sortant du lac se mettent à manger la farine. Comme il ne reste plus rien, Alexandre se trouble de ce présage, mais les devins lui disent que ce signe indique que la future ville sera si plantureuse qu’elle suffira à nourrir toutes sortes de gens. La part que tient la religion dans la fondation d’une cité grecque est très importante. L’oracle de Delphes porte une grande part dans les créations urbaines et, si on ne peut pas le consulter, on prend la précaution, comme le fait souvent Alexandre, de s'assurer la garantie des oracles grecs ou même étrangers. À défaut, on tient compte des songes providentiels, ce qui est notamment le cas pour Alexandrie.
La réalité est plus prosaïque. Si Alexandre est un militaire avide de victoires et de conquêtes, il sait aussi suivre les conseils de son ancien précepteur Aristote : le philosophe détaille sa vision de « l'État idéal » (comprenant l'organisation de la population, le plan urbain, etc.) dans son ouvrage La Politique écrit dans les années 340, soit une décennie avant la fondation d'Alexandrie. Alexandre suit scrupuleusement les conseils théoriques de son maître à penser : le terrain d'Alexandrie est au bord de la mer, doté de terres fertiles, facile autant à défendre qu'à quitter en cas de conflit. Le plan en damier est un exemple assez concret de l’influence de son mentor. Ce type de plan n'est pas nouveau cependant il est peu utilisé à l'époque, celui-ci permet une assez grande facilité de déplacement dans la ville qui est formée de rues orthogonales constituant des ilots de taille constante (plan hippodamien). Les rues ont été tracées perpendiculairement à la mer, de sorte que l’air marin du nord puisse s’y engouffrer afin de rafraichir la cité. De la même manière, le réseau de rues de la ville s'articule autour de deux axes principaux : la voie Canopique et l’axe nord-sud, qui font au moins 30 mètres de large afin là aussi de faciliter la circulation.
Ainsi, d'une manière globale, s'il s'avère que l'endroit est a priori un lieu austère et inhospitalier (réputation de brigandage, présence des marécages du lac Maréotis et navigation rendue difficile par le delta, entre autres), il n'est cependant pas dénué d'atouts : le site est situé au bord de la mer dans une position stratégiquement très intéressante, repose sur un sol rocheux ferme, à l'abri des crues du Nil et est aussi, à travers les récits d'Homère mentionnant le lieu, le seul point de repère connu des Grecs sur la longue côte égyptienne. Surtout, le lieu a le grand avantage de présenter, en face de lui, une île (Pharos) peu éloignée : prendre une île avant de conquérir la terre ferme est un des fondements des pratiques grecques en ce qui concerne la fondation.
Elle n'est pas la seule ville portant le nom d'Alexandrie construite par le Macédonien ; en effet, on en dénombre une vingtaine. Celle-ci est connue sous le nom d'Alexandria ad Aegyptum (« Alexandrie près de l'Égypte ») ou Alexandria apud Aegyptum (c'est-à-dire « en marge de l'Égypte », car elle n'est pas considérée par les Anciens comme faisant partie intégrante de « l'Égypte », qui désigne, à proprement parler, la plaine alluviale du Nil dont Alexandrie ne fait pas partie et est devenue désormais Iskanderia. Avant elle, une autre ville du delta a été occupée par les Grecs mais elle leur a été offerte par Amasis : il s'agissait de Naucratis, un emporion ou « port de commerce ». Elle se situe à environ 70 km à l'intérieur des terres, et elle n’a eu que peu d’importance en dehors de son rôle commercial.

### Premières décennies de la cité

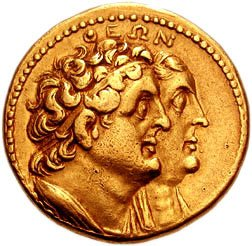
Octodrachme à l'effigie de Ptolémée et Bérénice.

Quittant l'Égypte en 331 av. J.-C. pour poursuivre la conquête de l'Empire perse, Alexandre le Grand confie à Cléomène de Naucratis une colonie grecque dans le delta du Nil et, supposément, à Dinocrate de Rhodes la construction de la ville d'Alexandrie, conçue sur un plan orthogonal, ou en damier, avec de larges avenues se coupant à angles droits.
Les archéologues restent indécis quant à la taille de la ville lors de sa fondation, ils l'estiment être dans une fourchette allant d’au moins trente stades sur sept (5,4 × 1,2 km) à un maximum de quarante stades sur dix (7,2 × 1,8 km). Alexandre a ordonné et a organisé lui-même le début de la construction de la cité : organisation en quartiers, construction de l'Heptastade - pour relier l'île de Pharos à la terre en isolant les deux ports (le Grand port à l’Est et l’Eunostos à l’Ouest) -, creusement du canal de Canope (aussi appelé canal d'Alexandrie, de Ménélas...) afin d'alimenter la ville en eau douce.
La fondation d'Alexandrie marque un basculement dans les pôles commerciaux de l'Égypte de l'époque : si, auparavant, les cités de Naucratis et Canope représentent les deux principaux centres marchands du territoire, ce rôle revient maintenant et exclusivement à la cité nouvellement fondée. Le pseudo-Aristote rapporte dans les Économiques comment, à ce moment-là, les habitants de Canope ont tenté de préserver leur ancienne situation commerciale telle quelle en corrompant Cléomène, avant que ce dernier ne fasse hausser ses exigences, à tel point que les habitants ne purent plus payer et furent contraints d'accepter de migrer à Alexandrie.
Sous le règne de Ptolémée Ier, qui prend le contrôle de l’Égypte après la mort d'Alexandre en 323, Alexandrie a continué à être subordonnée à la ville de Memphis. Cependant, il développe grandement la cité alexandrine, en prenant par exemple la décision de la construction de la bibliothèque et du musée. Afin d'affermir la légitimité de son pouvoir, la dynastie ptolémaïque a cherché à s'imposer comme le successeur d'Alexandre ; c'est dans cette optique que, selon le pseudo-Callisthène, le cadavre d'Alexandre est détourné par Ptolémée Ier alors qu'il est en route pour Aigai. D'abord exposé à Memphis, le corps est finalement transporté à Alexandrie vers 280, pour y être placé à l'intérieur d'un temple dans un sarcophage recouvert d'or. Ce n'est véritablement qu'à partir de Ptolémée II qu'Alexandrie gagne ses lettres de noblesse avec le début de la construction de la bibliothèque et du musée, de l'Arsinoéion. Il fait également débuter les travaux du célèbre phare vers 290 sur l'île de Pharos (qui a donné son nom au monument) ; le bâtiment, premier de ce type dans le monde grec, a pour utilité première de permettre la navigation nocturne.

### Rayonnement sur le monde grec
Cependant, diverses révoltes secouent la ville à nombreuses reprises : une en 219 av. J.-C. qui n'aboutit pas ; en 202 av. J.-C. afin de destituer le régent Agathocle ; en 170 puis 165 ; tout au long du règne de Ptolémée VII (en particulier en 136-135, ce qui provoque la fuite du roi vers Chypre) ou encore en 80 sous Ptolémée XI, finalement tué dans le principal gymnase de la ville.
La fin de l'Alexandrie ptolémaïque est intrinsèquement liée à celle de la dynastie lagide qui règne depuis trois siècles ainsi que, d'une manière plus large, à la fin de l'époque hellénistique.

## Espace urbain

Plan d'Alexandrie à l'époque hellénistique.

### Plan de la ville

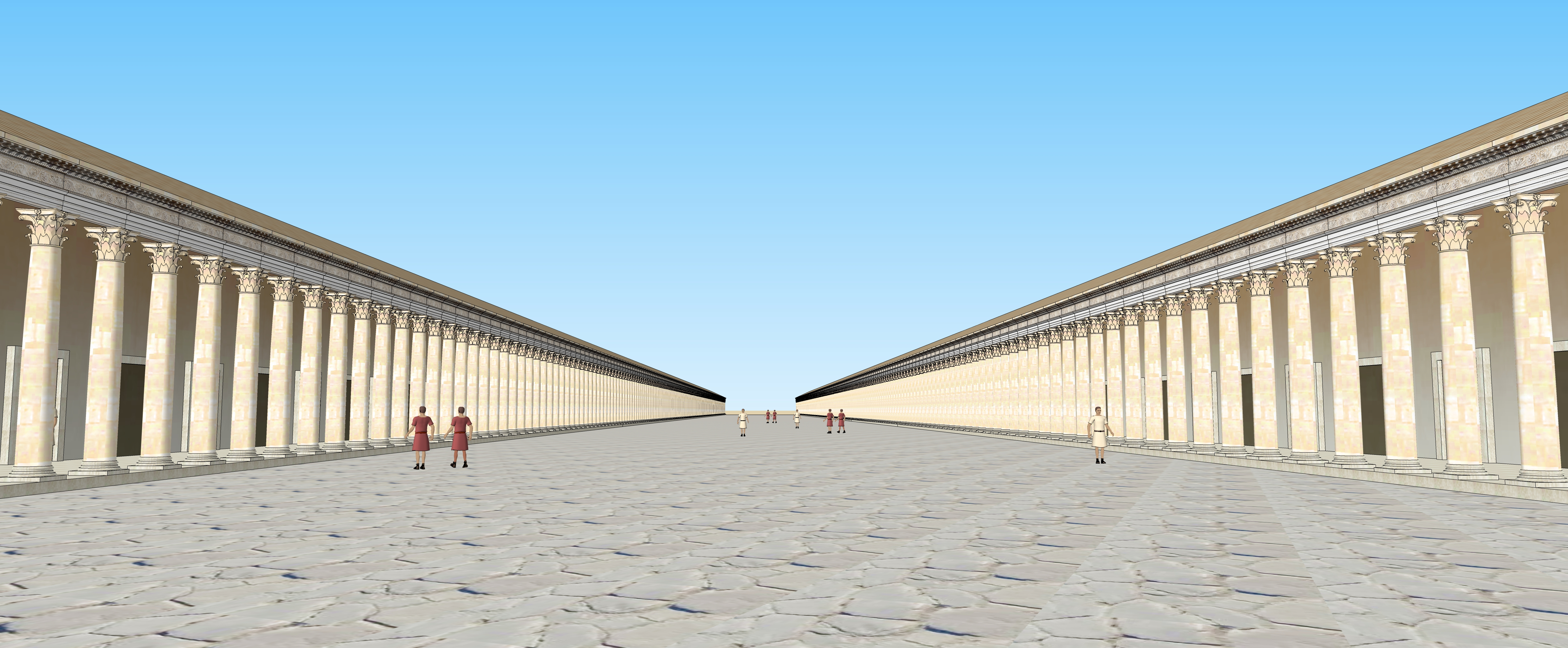
Restitution de l'allée principale de la ville antique d'Anazarba, d'une largeur de plus de trente mètres, copiée certainement sur les rues d'Alexandrie.

Le plan de la ville d'Alexandrie est de type hippodamien. C'est un réseau formé de rues orthogonales formant des ilots de tailles constantes. Ces dernières ont été tracées perpendiculairement à la mer, de sorte que l’air marin du nord puisse s’y engouffrer afin de rafraichir la cité<, ceci suivant les conseils du précepteur d’Alexandre, Aristote.
Le réseau de rues de la ville s'articule autour de deux axes principaux, la voie Canopique et l’axe Nord-Sud, qui font au moins trente mètres de large afin de faciliter la circulation, ce qui est tellement élevé que les alexandrins les nomment sous le terme de plateiai (« place » en grec)
Alexandrie est aussi divisée en quartiers bien distincts dont chacun est tourné vers une activité ou une ethnie bien particulière : quartier des ports, quartier militaire, quartier intellectuel, quartier des gymnases, quartier Delta (Juif), etc. Cinq grands quartiers ont été délimités par Alexandre : Α (pour Alexandre), Β (pour basileus, le roi), Γ (pour génos, la race), Δ (pour Dios, de Zeus) et Ε (pour ektisen : « a édifié une ville incomparable »), suivant en cela, une nouvelle fois, les conseils d'Aristote qui préconise ce type d'organisation dans une cité. La ville est finalement un grand assemblage de ces différents quartiers, puisqu'ils sont chacun une sorte de « ville dans la ville » : à l'intérieur s'y trouvent à chaque fois une place publique (l'agora), etc. Cependant, la cité a quand même une unité dans le sens où, par exemple, une agora principale a été construite au milieu de la ville, faisant des agora de quartiers des places secondaires.
La principale source qui reste pour connaitre la structure d'Alexandrie à l'époque hellénistique provient de la Géographie de Strabon :

« La forme de la surface couverte par la ville ressemble à une chlamyde [manteau porté par les soldats macédoniens] ; en longueur, les côtés sont bordés d'eau de part et d'autre, au point d'atteindre trente stades [environ 5,35 km]  prenant la longueur médiane ; en largeur, les côtés sont les isthmes, chacun faisant sept ou huit stades, enserrés d'un côté par la mer et de l'autre par le lac. Dans son ensemble, la ville est traversée par des rues assez larges pour le passage de chevaux et de chars, et par deux extrêmement larges, mesurant en large plus d'un plèthre [30 mètres] qui se coupent l'une l'autre en deux parties à angle droit. »

— Strabon, XVII, 1, 8 (« L'Égypte et l'Éthiopie »).

### L'Heptastade
L'Heptastade est une chaussée construite sur une digue qui permet de relier le continent à l'île de Pharos. Son nom vient directement de sa longueur : sept (hepta en grec) stades, soit environ 1,155 km. Dès que l'île a été habitée, elle sert d'aqueduc. En raison de l'ensablement au fil des ans, l'ancienne chaussée constitue aujourd'hui l'isthme de Mansheya.
Cependant, peu à peu, un isthme a commencé à se former autour d'elle et l'a fait progressivement disparaitre. En 1996 une équipe de géophysiciens du CNRS et de l'université de Paris VI a commencé l’étude du tracé de cette chaussée qui se trouve maintenant sous la ville. En analysant les anomalies par des séries de mesures électriques, magnétiques, électromagnétiques, sismiques et radar, les spécialistes ont pu retrouver le tracé exact de l'Heptastade.

### Ports

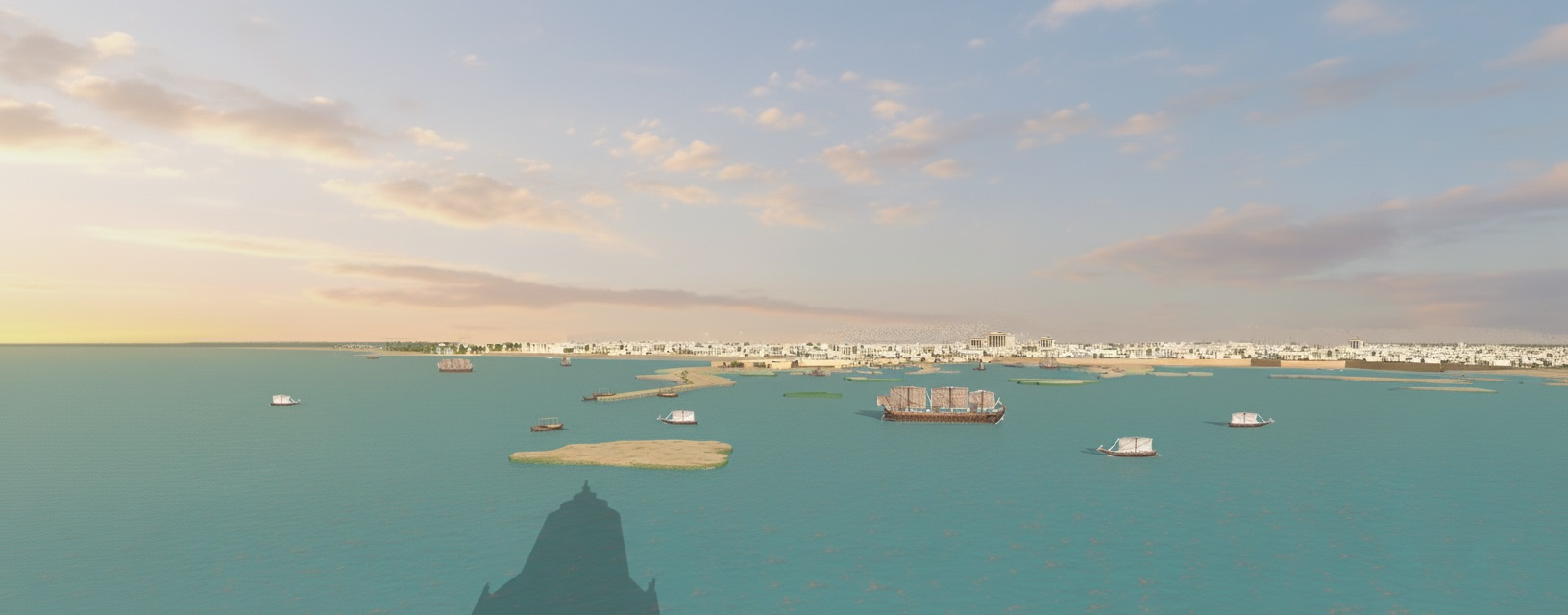
Restitution de la vue depuis le premier étage du phare d'Alexandrie sur l'entrée du grand port.

#### Principaux ports
Alexandrie, ville côtière par excellence, est organisée autour d'un certain nombre de ports. La présence de deux grands ports maritimes situés côte à côte (seulement séparés par l'Heptastade) peut sembler surprenante, car redondante. Les contemporains y voient cependant un avantage dans le sens où deux expositions de port permettent d'avoir des abris variables contre le vent et cette situation se retrouvait ainsi dans beaucoup d'autres cités grecques : Carthage, Cnossos, Milet, Éphèse, Cyzique, etc.
- Le Grand Port : appelé aussi port oriental, port des Ptolémées ou Port Neuf, le Grand Port est le port principal d'Alexandrie et celui dont l'entrée est gardée par le Phare. Il a l'avantage d'être fermé sur lui-même (puisque que bordé par l'île de Pharos, l'Heptastade et une digue au nord) ainsi que de présenter une profondeur importante, de sorte que même des bateaux de tailles imposantes peuvent approcher au plus près des quais[23]. Il est doté de chantiers de marine. Il subit cependant l'assaut du vent venant du nord-est - surtout l'été - et la présence de récifs à son entrée : l'accès pouvait donc être délicat. En conséquence, par temps de tempête, les navires doivent attendre au large et ne rentrer dans la rade que prudemment lors d'une accalmie[24].
- Le port Eunostos : appelé aussi port occidental, Petit Port ou Port Vieux, le port Eunostos ("Bon Retour" en grec) est une rade ouverte et est surtout utilisé comme port de guerre. De la même façon que le Grand Port, son accès est difficile puisqu'il est peu protégé des vents du nord-est et est bordé d'une quinzaine de récifs. Ce port correspond à l'actuel port d'Alexandrie visible aujourd'hui[24].
- Le port intérieur : le port intérieur, parfois nommé port du Lac, est situé au bord du lac Mariout, au niveau de la sortie du canal[25]. Comparé aux deux autres ports abordés ci-dessus, celui du lac est le plus important commercialement : c'est celui par lequel transitent le plus de navires et qui procure ainsi le plus de ressources financières à la cité. Convergent vers lui toute une série de canaux qui proviennent de la campagne égyptienne au sud et du Nil, cela lui permet de redistribuer vers l’Égypte les produits d’origine alexandrine ou de l'importation et d'être ainsi un port principalement exportateur - à l'inverse des ports maritimes[26].

#### Ports secondaires
- Le port des Pirates : le port des Pirates est situé dans l'actuelle baie d'Anfouchy et, même s'il est protégé à son entrée par un môle, son accès ne doit pas être plus aisé que pour les autres ports et le mouillage tout aussi périlleux. Il est maintenant immergé sous l'eau et ses vestiges n'ont été retrouvés qu'au début du XIXe siècle avec les recherches archéologiques de Gaston Jondet[3].
- Le port du Cibôtos : le port du Cibôtos ("Le Coffre" en grec) est un bassin artificiel creusé à l'intérieur du port Eunostos, il abrite à la fois un arsenal et un chantier de marine[27] et communique par un canal avec le lac Mariout au Sud d'Alexandrie[28].
- Le port impérial : le port impérial, parfois nommé port fermé ou port royal, est un port artificiel destiné à être uniquement utilisé par les rois ptolémaïques[29] (puis par les empereurs romains, d'où son nom d'impérial). Cela qu'il explique qu'il soit situé au niveau de la pointe de Lochias, qui est l'endroit d'Alexandrie où ont été bâtis les palais de la dynastie lagide.
- L'île d'Antirhodos : ainsi appelée par provocation à l'encontre de la cité de Rhodes, la grande rivale commerciale d'Alexandrie, se situe juste à côté du port impérial et abrite un palais royal ainsi qu'un petit port[27]. Elle est aujourd'hui immergée et n'a été retrouvée que grâce aux recherches archéologiques[30].
- La flotte de guerre mouille dans le port de la rade de Canope, à environ 25 km à l'Est d'Alexandrie[31].

### Temples

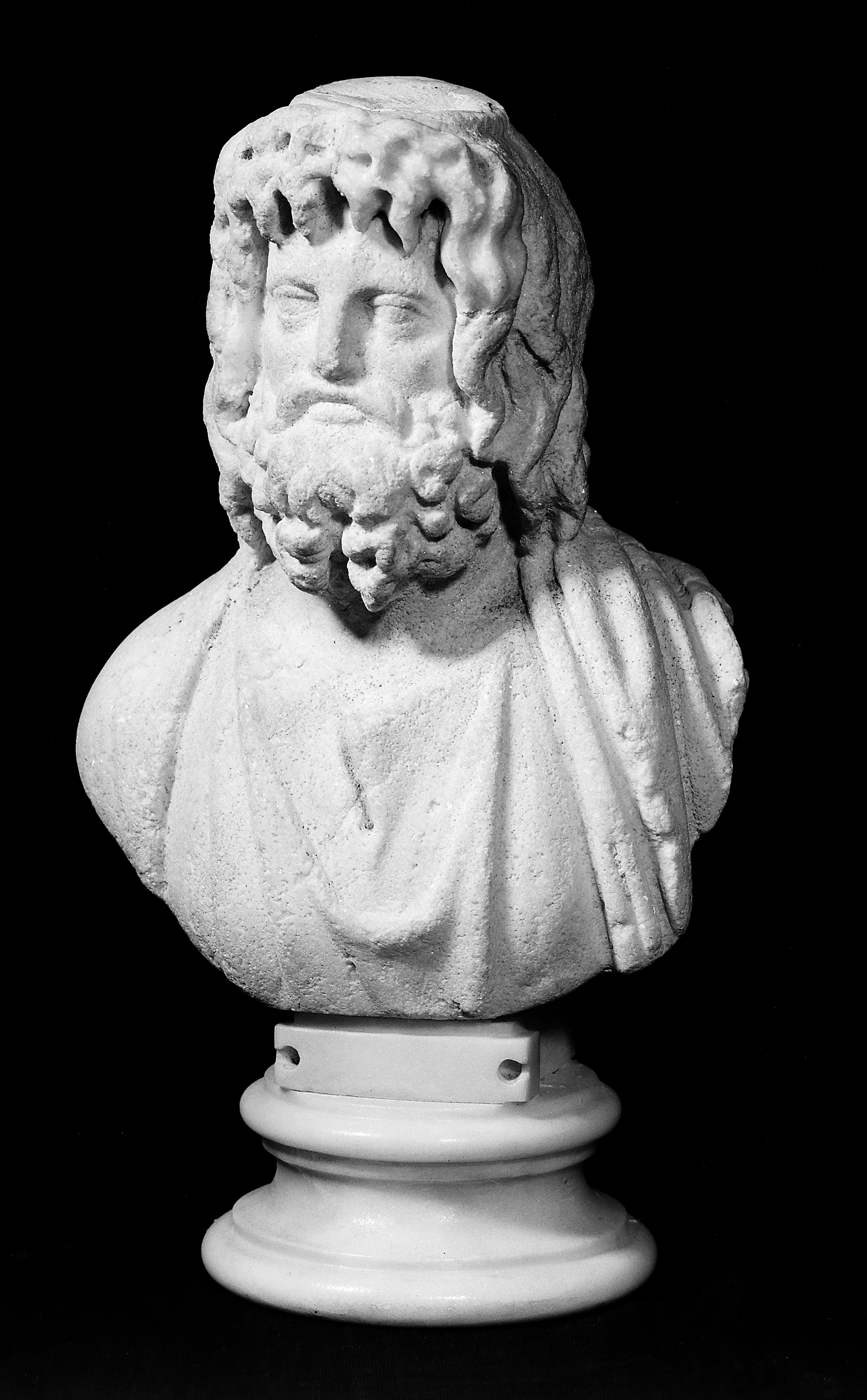
Buste de Sarapis.

La religiosité à Alexandrie s'étend à quelques divinités d'importances variables, amenant l’édification de multiples temples à travers la cité. Le dieu le plus vénéré est Sarapis : créée par Ptolémée Ier et diffusée dans tout le royaume lagide, cette divinité mélangea à la fois les influences égyptiennes et hellénistiques, et permet ainsi aux Grecs nouvellement installés en Égypte de mieux s'intégrer à la culture déjà en place.

#### Temples dédiés à Sarapis
- Le Sérapéum d'Alexandrie : ce temple est l'un des plus célèbres de l'époque dédié à Sarapis. Cependant, les descriptions les plus précises qu'il reste du bâtiment datent du IVe siècle et sont donc relativement tardives vis-à-vis de la période hellénistique. Il est construit sur une colline artificielle (parfois appelée l'Acropole d'Alexandrie) dont le sommet a la forme d'un vaste quadrilatère, auquel les visiteurs accèdent soit par un escalier composé d'une centaine de marches s'ils sont à pied, soit par une autre route réservée aux véhicules. Le temple est aussi bordé par de nombreux portiques et toute une série d'autres bâtiments, en particulier des exèdres ainsi que des habitations qui abritent les prêtres (les « purs ») et les gardiens. Le Sérapéum est aussi doté d'une importante bibliothèque à disposition des visiteurs. Par ailleurs, les sous-sols de la colline sont aménagés et permettent alors d'héberger secrètement des cérémonies mystiques cultuelles[33]. Il est à souligner que le temple abrite une grande statue de Sérapis, particulièrement remarquable, qui a peut-être été sculpté par Briaxis[34]. Aujourd'hui, du Sérapéum, seuls sont encore visibles les restes des fondations, des bases des murs et des souterrains.

Vestiges du Sérapéum d'Alexandrie ainsi que de ses souterrains.
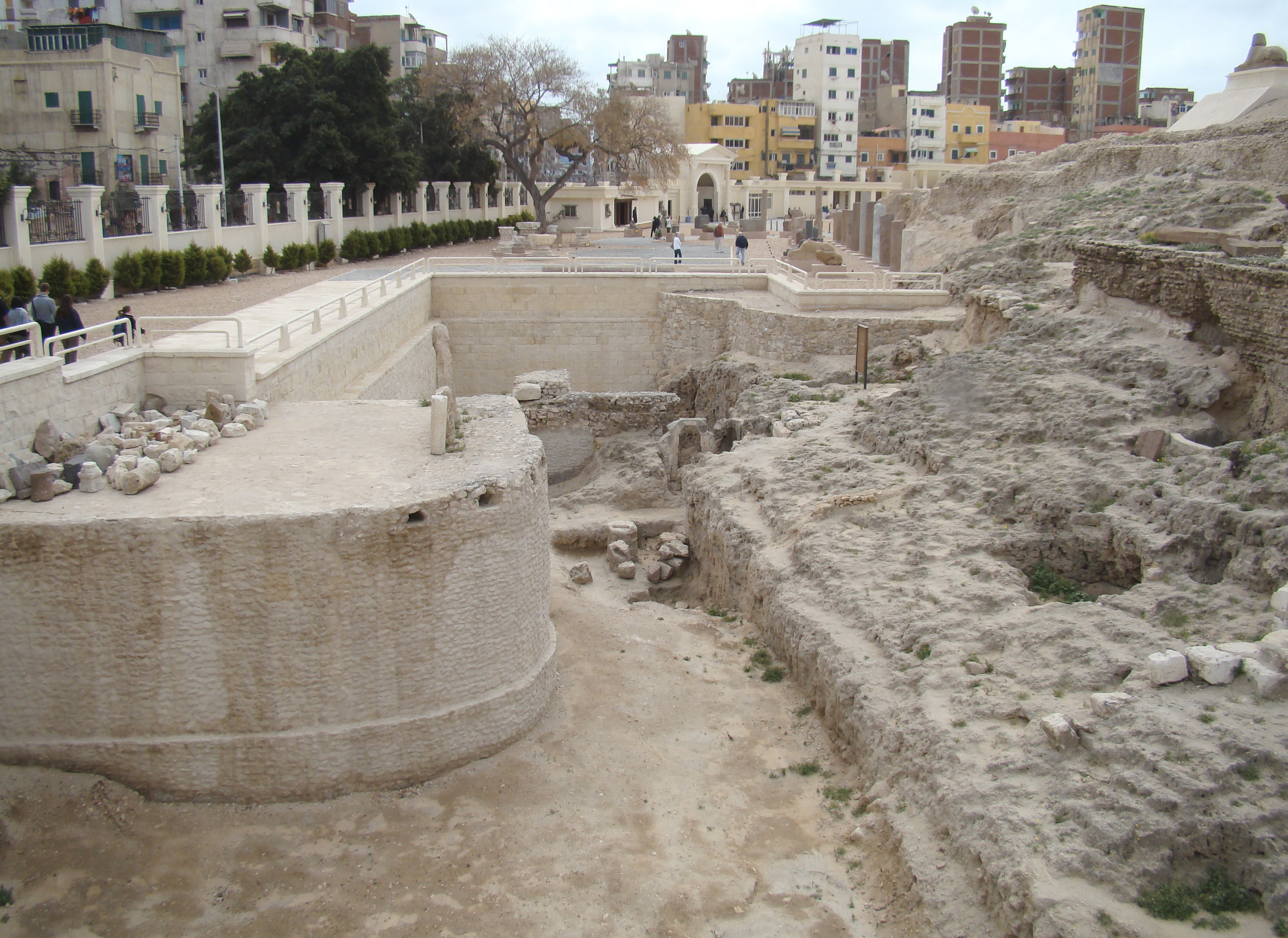
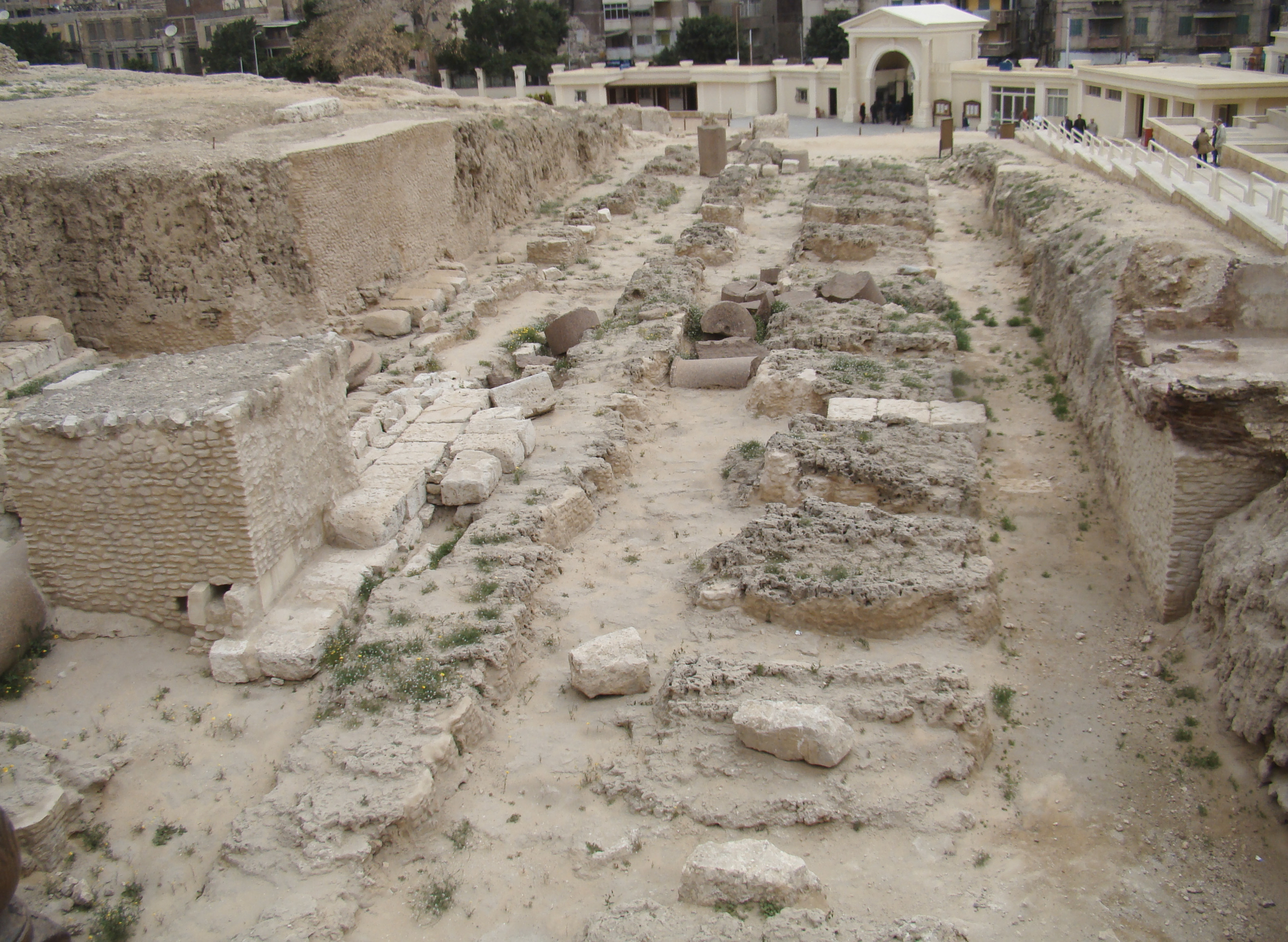
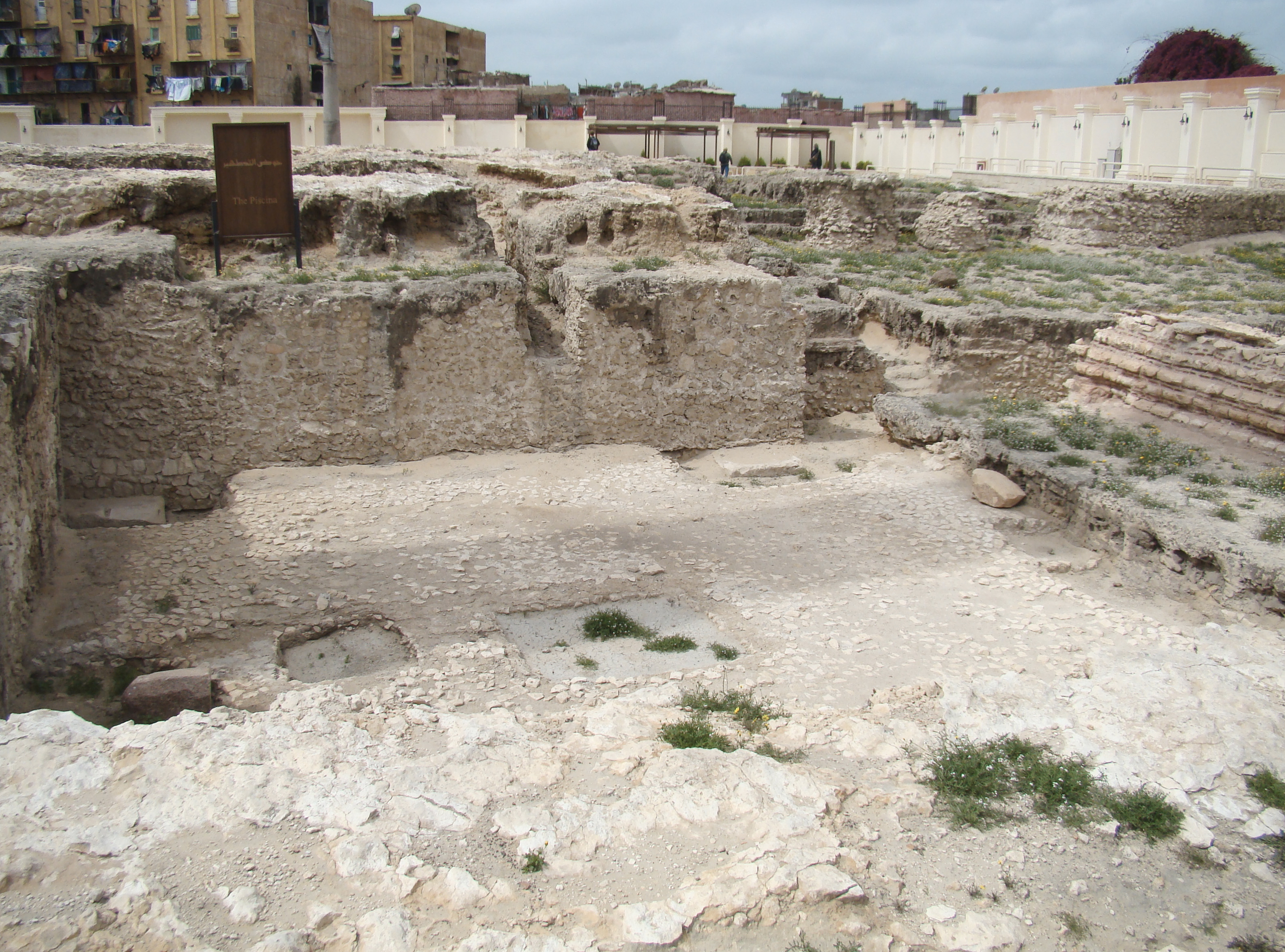
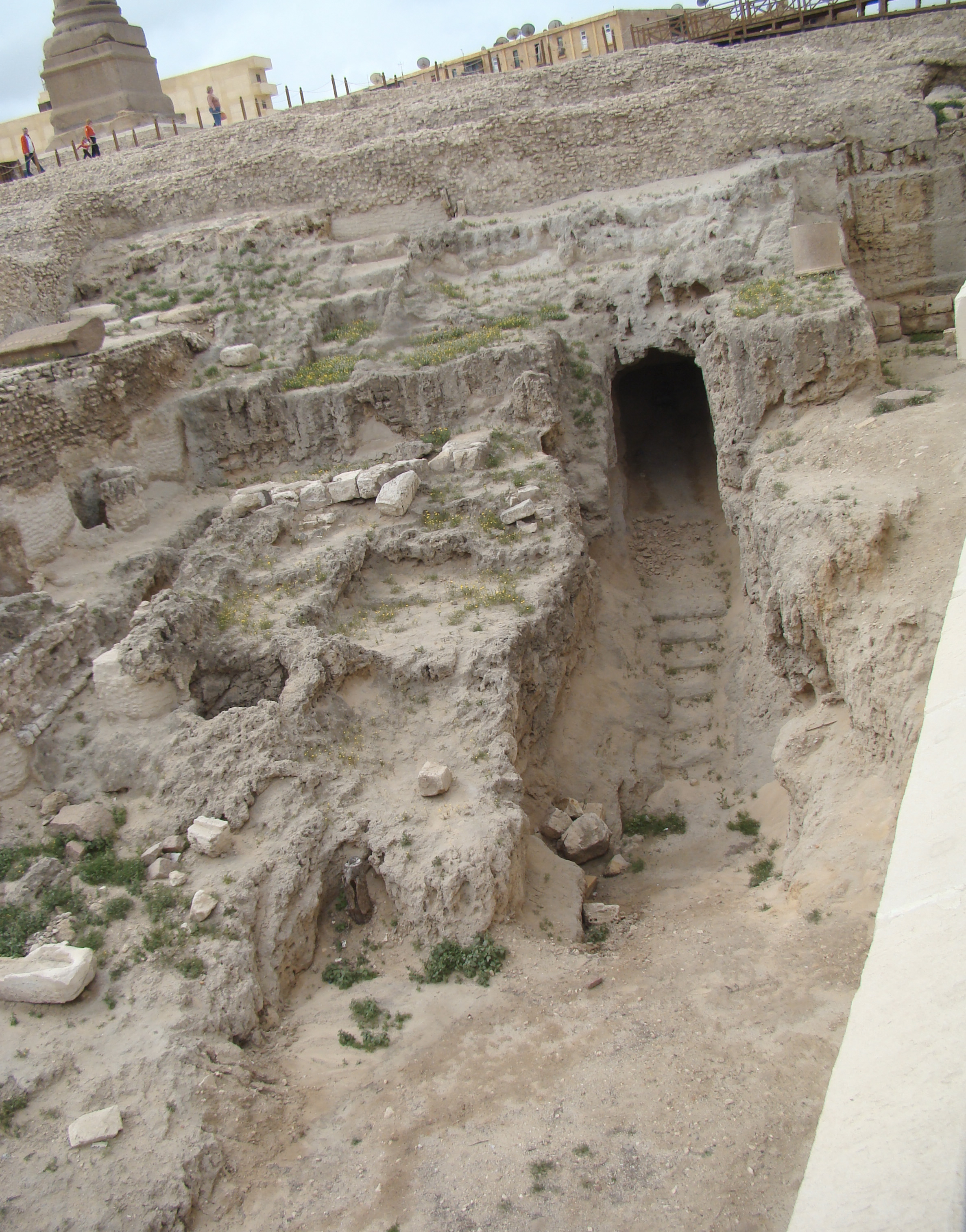
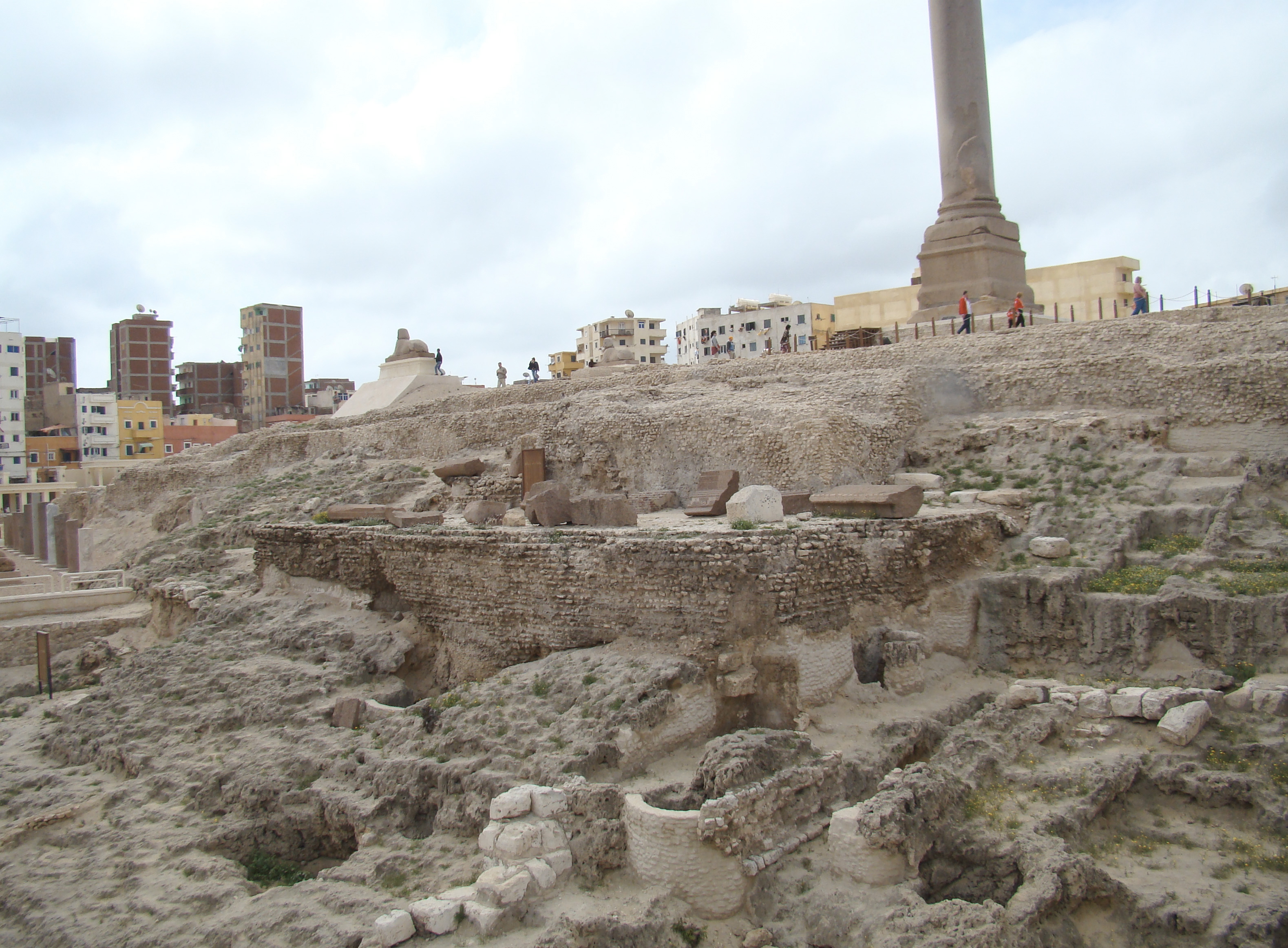
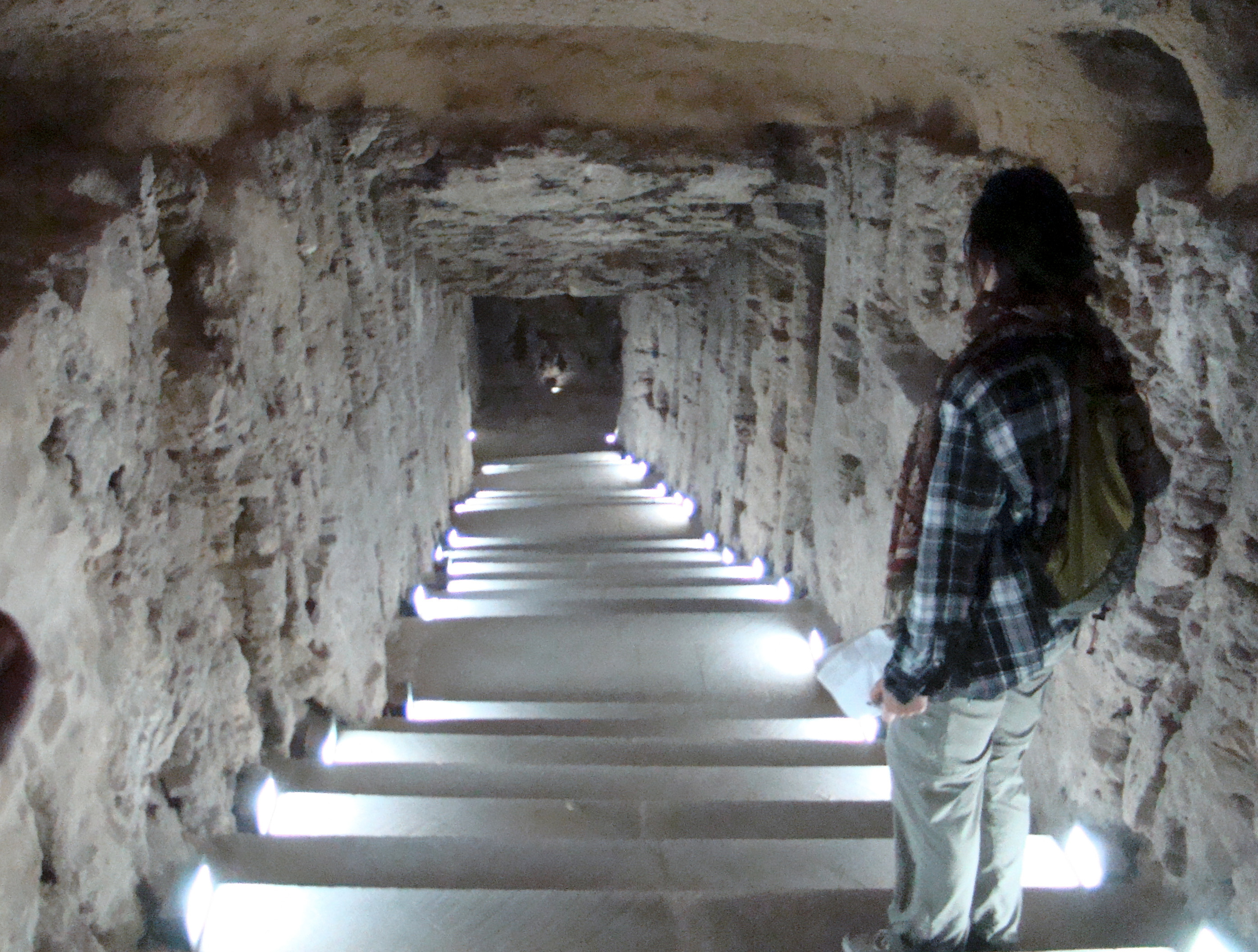
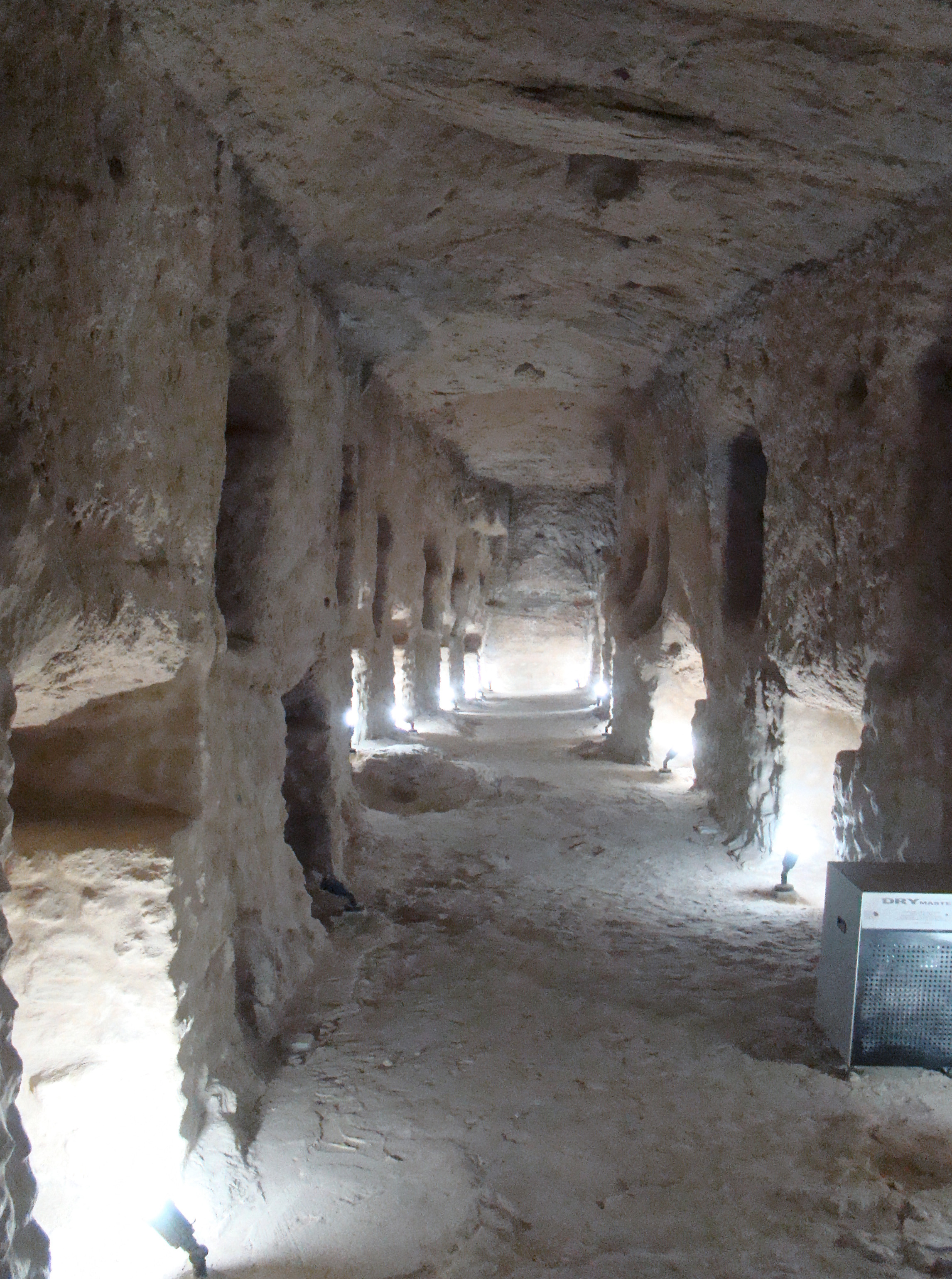

- Le Sérapéum de Canope : un temple à Sarapis est présent à Canope, dans les faubourgs d'Alexandrie, et a pour principale caractéristique d'être un temple guérisseur. Cependant, son emplacement n'est connu que de manière approximative par les archéologues, qui le situent vers le sud du fort Tewfik[35]. Strabon en parle en ces termes :

« [La ville de Canope] a pour principal monument ce temple de Sérapis, objet dans tout le pays de la plus profonde vénération pour les cures merveilleuses dont il est le théâtre et auxquelles les hommes les plus instruits et les plus considérables sont les premiers à ajouter foi, car ils y envoient de leurs gens pour y coucher et dormir à leur intention, quand ils ne peuvent y venir coucher et dormir en personne. Il y en a dans le nombre qui écrivent l'histoire de leur propre guérison, il y en a d'autres qui recueillent les différentes prescriptions médicales émanées de l'oracle de Sérapis, et qui en font ressortir l'efficacité  »
— Strabon, XVII, 1, 17 (« L'Égypte et l'Éthiopie »).
- Autres temples dédiés à Sérapis : Alexandrie est aussi doté d'un certain nombre de temples mineurs dédiés à Sérapis : un Sérapéum de Parmenion (attesté dès le IIIe siècle), un autre situé au niveau de l'actuelle Bourse de la ville, un autre autour de l'actuel jardin d'Antoniadès, etc.[36].

#### Autres temples
- Sanctuaires d'Isis à Alexandrie : il existe à Alexandrie plusieurs temples dédiés à Isis : celui d'Isis-Pharia, qui a été construit sur l'île de Pharos mais dont presque aucun vestige n'a pu être retrouvé, ainsi que d'autres répartis dans la cité dont les archéologues ont retrouvé quelques traces[37]
- Sanctuaire d'Isis à Canope : un célèbre temple d'Isis a été bâti à Canope, dans le quartier de Ménouthis. Situé au bord de la mer, il a été par la suite englouti, de sorte qu'aucun vestige n'a pu en être retrouvé[38].
- Temples royaux : Des cultes sont organisés à la fois à destination d'Alexandre le Grand et de la famille royale ptolémaïque. Pour le premier, un prêtre spécifique est chargé de lui rendre hommage en tant que héros fondateur autour de son tombeau (ou Sêma). Les temples dédiés à la famille royale sont très nombreux, puisque ce culte a été très important durant l'époque hellénistique, et la plupart n'ont pas été mis au jour. Cependant, les textes rapportent la présence de bâtiments affectés aux cultes de Ptolémée Ier, d'Arsinoé II, de Ptolémée IV, de Ptolémée XII, etc.[39].
- Par ailleurs, une multitude de temples parsèment la ville (dédiés à Hermès, Héphaïstos, Cronos, Bendis, Pan, Poséidon, etc.) mais ils ont été retrouvés avec plus ou moins de certitude, ou bien n'apparaissent que dans certains textes antiques sans beaucoup de détails[40].

### Fortifications
Dans le monde grec, les murailles, au-delà de leur rôle militaire premier, permettent de délimiter physiquement la cité et ainsi d'en déterminer la superficie. À Alexandrie, la longueur des fortifications varie selon les auteurs antiques, mais on estime qu'elle font autour d'une quinzaine de kilomètres ; les chiffres les plus précis, donnés par Mahmoud el-Falaki après ses sondages, font état d'une enceinte de 15,8 km. Ainsi, même si les murs d'autres cités grecques, telles qu'Athènes ou Syracuse en premier lieu, sont déjà impressionnants, ils n'atteignent cependant pas ceux d'Alexandrie, qui sont de dimensions gigantesques et uniquement comparables à Rome. Les fortifications alexandrines servent plusieurs fois, en particulier lors du siège mené par Antiochos IV en 170, qui doit abandonner face à de telles défenses.
Il est à noter qu'il est difficile de dater précisément un pan de vestige de la muraille. En effet, les archéologues estiment que les Romains puis les Arabes se sont chacun, à leurs époques respectives, servi de pierres provenant de la muraille en place pour en déplacer une partie de manière à agrandir l'enceinte,.

Vestiges de la muraille.
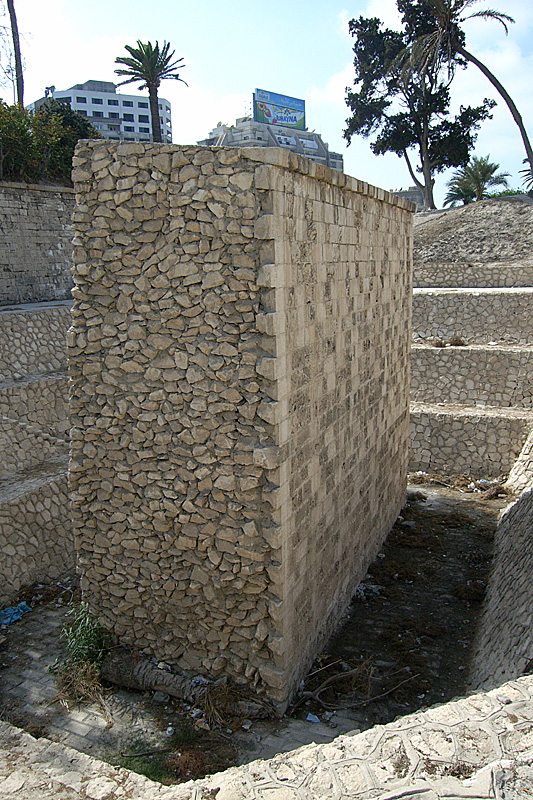
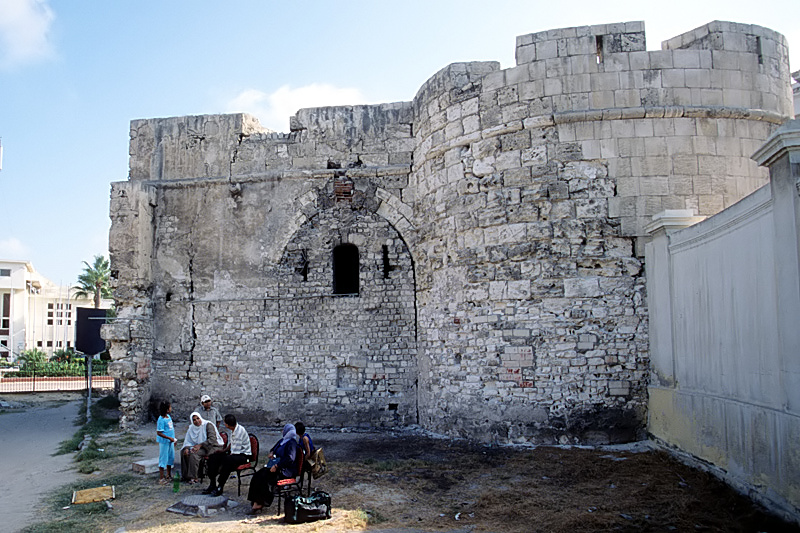
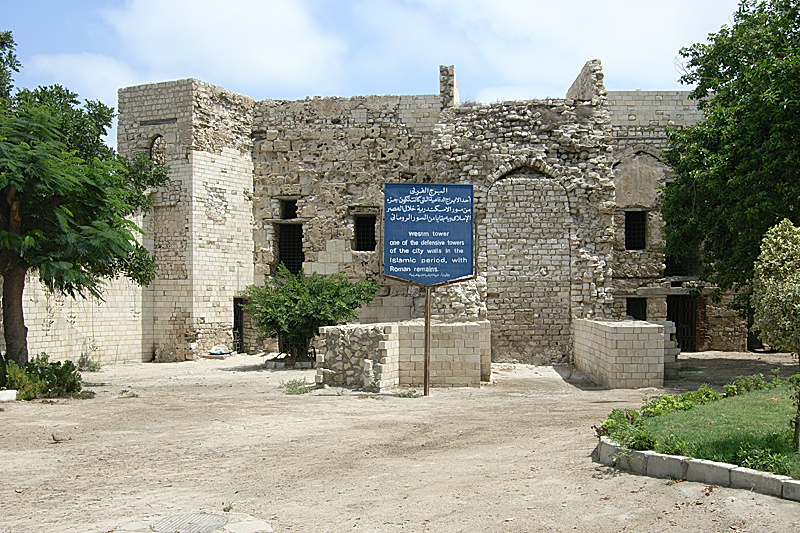
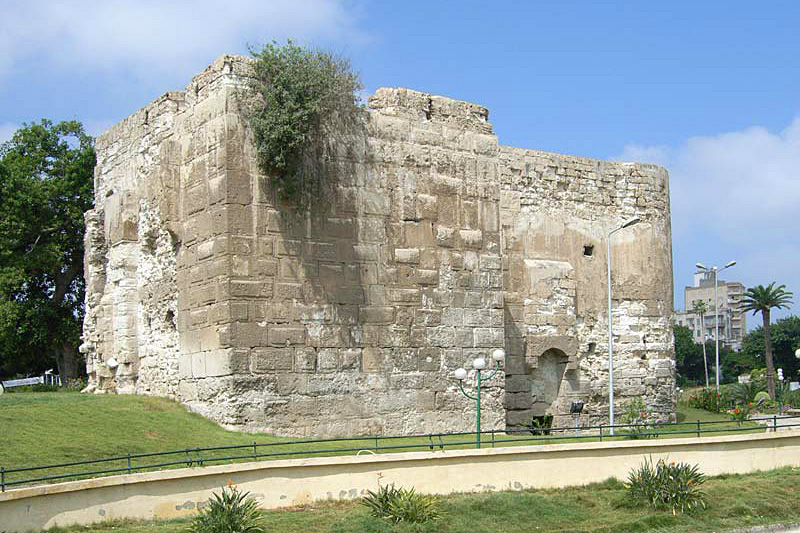
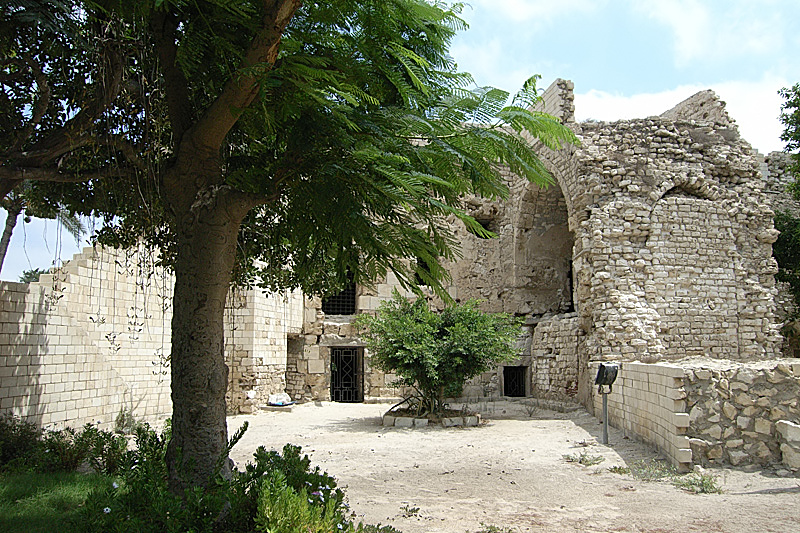

### Bâtiments publics et institutionnels

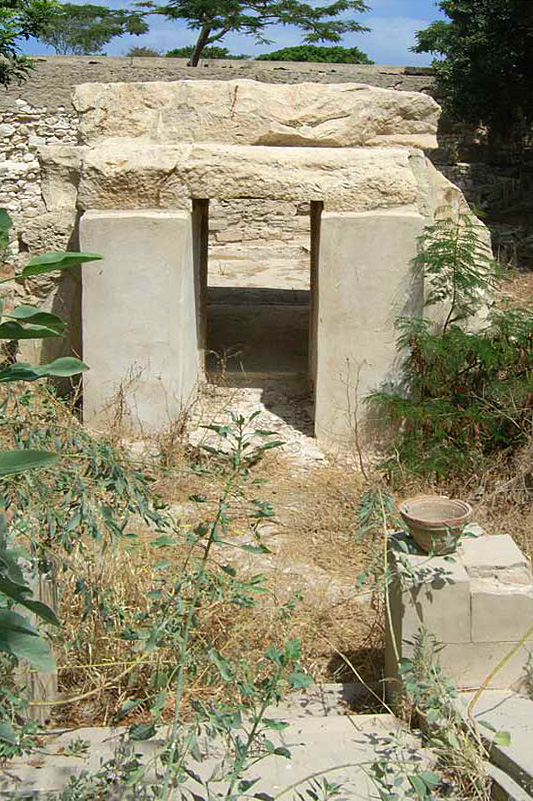
Tombeau supposé d'Alexandre dans le cimetière de Terra Santa, l'hypothèse est cependant loin d'être confirmée.

La documentation dont disposent historiens et archéologues est trop pauvre pour pouvoir dresser une liste exhaustive des bâtiments qui servent de cadre de vie aux alexandrins de l'époque. Une représentation, forcément incomplète et parcellaire, peut être proposée :
- Les palais : le quartier des palais est situé sur, et au sud de la pointe de Lochias et est nommé regia ou basileia. Leur situation, placés non loin du musée et des autres bâtiments culturels, n'est en rien dû au hasard : le précepteur d'Alexandre, Aristote, préconise cette disposition, une manière de souligner que le pouvoir est à l'écoute de la culture grecque. Une des seules descriptions qu'il reste de ce quartier est de Strabon - le passage est à lire avec prudence, compte tenu de l'impossibilité que les historiens ont de le recouper avec d'autres témoignages afin de le vérifier[46] : « À leur tour, les magnifiques jardins publics et les palais des rois couvrent le quart, si ce n'est même le tiers de la superficie totale, et cela par le fait des rois, qui, en même temps qu'ils tiennent à honneur chacun à son tour d'ajouter quelque embellissement aux édifices publics de la ville, ne manquent jamais d'augmenter à leurs frais de quelque bâtiment nouveau l'habitation royale elle-même, si bien qu'aujourd'hui on peut en toute vérité appliquer aux palais d'Alexandrie le mot du Poète : "Ils sortent les uns des autres (Od. XVII, 266)". Quoi qu'il en soit, toute cette suite de palais tient le long du port et de l'avant-port. À la rigueur, on peut compter aussi comme faisant partie des palais royaux, le Muséum, avec ses portiques, son exèdre et son vaste cénacle qui sert aux repas que les doctes membres de la corporation sont tenus de prendre en commun. On sait que ce collège d'érudits philologues vit sur un fonds ou trésor commun administré par un prêtre, que les rois désignaient autrefois et que César désigne aujourd'hui »[47]. Théocrite, poète grec du IIIe siècle av. J.-C., donne dans ses Idylles[48] le tableau le plus vivant de l'atmosphère de la ville à cette époque. Il raconte le parcours à travers la ville de deux femmes, Gorgo et Praxinoa, qui veulent assister au Palais à une fête en honneur d'Adonis (où la reine Arsinoé a préparé une pompe solennelle) et adressent des louanges au roi. Cette description permet à l'auteur d'exprimer la vitalité de la capitale et de la foule des Alexandrins en fête, en plus de donner la seule description connue de l'intérieur du palais des Ptolémée. Ainsi, Gorgo croise en ville « partout des quadriges, des gens à chlamyde, à bottines, des soldats sous les armes ; partout une foule immense ». Praxinoa estime que grâce à Ptolémée, « le voyageur aujourd'hui marche en sûreté, sans craindre de hardis fripons, de vrais Égyptiens, comme auparavant manœuvraient ces hommes exercés à la ruse, tous de la même trempe, tous d'intelligence ». Dans le palais, Gorgo découvre une tapisserie : « quelle est belle ! Que ces tissus sont fins ! On dirait l'ouvrage des dieux ». Praxinoa lui répond : « Quelles mains ont tissé ces ouvrages ? Quels artistes ont peint ces figures ? On les croit voir marcher ! Ce ne sont pas des peintures, mais des êtres vivants ! Combien l'homme a d'esprit ! Comme il est admirable là, couché sur ce beau lit d'argent et les joues embellies d'un tendre duvet, le trop aimable Adonis, aimé même aux enfers ! ». Enfin, elles écoutent Argea, « la célèbre Argienne dont le talent l'emporte sur celui de Sperchis »[49], chanter les louanges du dieu[50].
- Le tombeau d'Alexandre le Grand : la localisation du tombeau d'Alexandre le Grand (ou Sêma) reste encore de nos jours une des plus grandes énigmes de l'archéologie antique. Si les historiens connaissent le convoi funèbre et la cérémonie fastueuse qui s'ensuivit par Diodore[51], ils n'ont que très peu de sources pour avoir une idée de l'histoire et de l'apparence du bâtiment abritant le corps du conquérant[52]. Il est certain qu'il a été richement décoré, ce qui a amené plusieurs rois et reines à s'en servir pour alléger leurs trésoreries : Strabon parle d'un Ptolémée (Ptolémée X hypothétiquement) qui a remplacé le cercueil d'or par un autre en verre[53], ou bien Cléopâtre VII qui se serait quant à elle, d'après Flavius Josèphe, servi de toutes les richesses présentes dans la tombe dans un moment de difficultés financières[54].
- Les gymnases : Strabon évoque un gymnase alexandrin à l'architecture splendide : « Le plus beau des monuments est le Gymnase avec ses portiques longs de plus d'un stade [environ 185 mètres] »[55]. Strabon évoque ici le principal gymnase, mais il en existe plusieurs autres dans la cité dès l'époque ptolémaïque. Lieux importants de la vie alexandrine, ils sont perpétuellement des endroits animés et utilisés par la population, de sorte que la cité peut se targuer d'entrainer les meilleurs athlètes du monde grec de l'époque qui brillent lors des nombreux concours organisés à Alexandrie : les Arsinoeia, le concours isolympique (comparables aux jeux d'Olympie), les fêtes tà Basileia, tà Ptolemaieia et pentétéris, etc. De plus, le nombre de gymnases que comporte la ville ainsi que leur raffinement architectural peuvent être des éléments de choix pour souligner la place quintessentielle qu'occupe Alexandrie dans le monde hellénistique[56]. Un certain nombre d’évènements marquants de la période se sont déroulés le gymnase principal d'Alexandrie : massacre d'une grande partie de la jeunesse alexandrine par Ptolémée VIII, assassinat de Ptolémée XI en 80, , etc.[57].

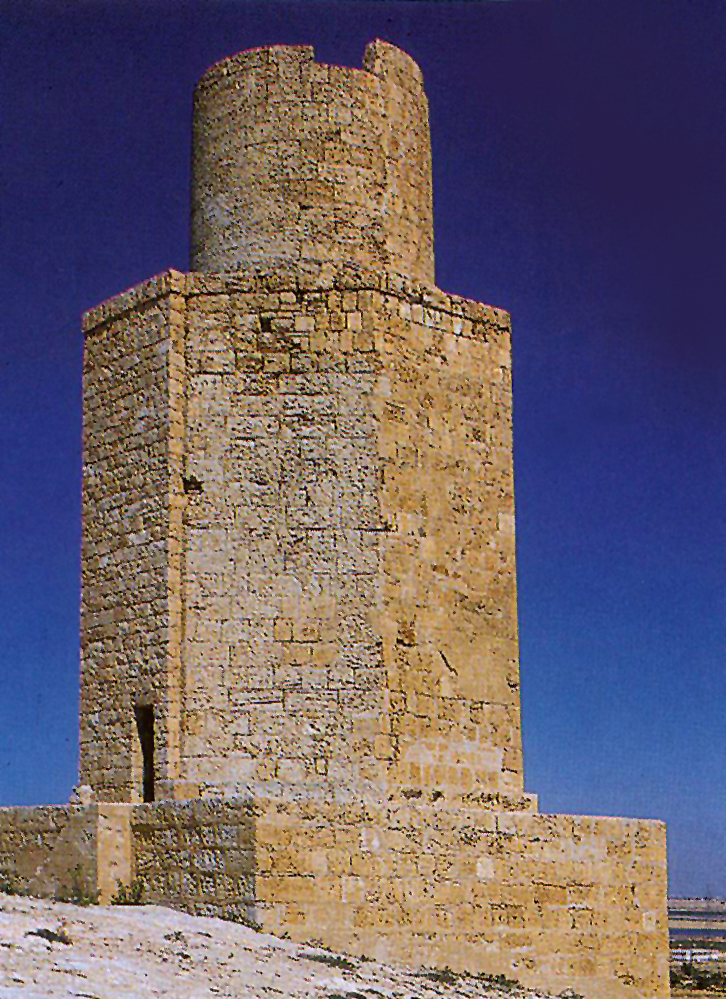
Le phare de Taposiris Magna, une réplique réduite du phare d'Alexandrie ornant une sépulture antique.

- L’amphithéâtre : peu d'informations subsistent à propos de l’amphithéâtre, à part quelques écrits sur des évènements, notamment au sujet d'affrontements entre Grecs et Juifs. Il n'est ainsi pas localisable avec précision dans la cité[58].
- Le théâtre : Le théâtre est situé à proximité des palais et, selon Polybe, dédié à Dionysos ; il n'en reste aujourd'hui aucun vestige[59].
- L'hippodrome : Là encore, historiens et archéologues ne parviennent pas à trouver beaucoup de renseignements sur ce bâtiment, qu'ils ne situent à l'Est d'Alexandrie qu'en employant des conditionnels. Une principale anecdote est liée à l'hippodrome: il semblerait que ce serait ici où Ptolémée IV aurait enfermé des Juifs afin qu'ils soient écrasés par des éléphants, avant que les malheureux ne soient miraculeusement (en réalité sur ordre du roi) sauvés ; ce récit semble cependant à l'historicité discutable et a sûrement été inventé pour une large part[60].
- Le tribunal : Le tribunal (Dikastêrion en grec) est mentionné par Strabon, qui le place laconiquement au centre de la ville en étant un des plus beaux bâtiments de celle-ci[27]. Cependant, aucune précision ne permet d'avoir la moindre description du tribunal ni de pouvoir, lui aussi, le localiser avec précision[61].
- Le phare d'Alexandrie : Le phare est considéré comme la septième des Sept Merveilles du monde antique ; il a servi de guide aux marins pendant près de dix-sept siècles (du IIIe siècle avant notre ère au XIVe siècle). Sa construction aurait débuté entre 299 et 289 (la date exacte est inconnue) et duré une quinzaine d'années. Les travaux sont initiés par Ptolémée Ier mais celui-ci meurt avant la fin du chantier qui est achevé sous le règne de son fils Ptolémée II[62].
- Malgré ce que certains membres de l'expédition égyptienne de la toute fin du XVIIIe siècle ont pu penser, l'époque ptolémaïque n'a vu aucun stade être construit à Alexandrie. Celui dont parle Strabon[63] date du règne d'Auguste[64].

### Système hydraulique
L'alimentation en eau d'une ville a toujours été une considération majeure dans son organisation et Alexandrie n'a pas dérogé à la règle. La cité a répondu au problème d'une manière assez classique pour les Méditerranéens : le système des citernes (c'est aussi le cas à Byzance par exemple).
Comme Alexandrie n'est pas dotée d'une source d'eau douce dans son environnement immédiat, il a fallu la capter à Schedia, situé à environ 27 km à l'est, en l'amenant à travers un canal (khalig en grec). L'eau suit le chemin suivant : elle arrive du Nil jusqu’à Alexandrie par le canal, amenée dans celle-ci à travers des conduits souterrains, surélevés grâce à des roues à pots pour les transvaser dans les rigoles qui les conduit alors vers les citernes à travers des petites ouvertures qui y sont percées. Divisés en plusieurs compartiments, les citernes sont faites de briques couvertes d'un ciment particulièrement robuste et renforcées, à l'intérieur, par des colonnes en granit de Syène. Il convient de souligner l'énorme travail qu'a exigé l’installation de toutes les citernes dans la ville, que ce soit d'excavation, de construction ou de revêtement
Jusqu'à présent, environ cent-cinquante citernes ont été découvertes par les archéologues ; elles sont de dimensions et de contenances très diverses, allant de 6 m3 à 2 500 m3 et, en verticalité, s'étalent sur d’un à quatre niveaux. Les plus imposantes alimentent des bâtiments publics (thermes en particulier), celles de tailles moyennes servent pour un quartier ou un groupement de maison, tandis que les citernes de tailles modestes sont elles, destinées à alimenter des habitations privées.
Le réseau des citernes d'Alexandrie reste mal connu et continu encore de former un objet d'étude pour les archéologues. En effet, au-delà de la maitrise technique et de l'ingéniosité dont ils sont de précieux témoins, les citernes sont particulièrement intéressantes puisque, d'une manière plus large, ils permettent aux archéologues de reconstituer la morphologie de la ville aux différentes époques historiques. Ainsi, l'attention qui a été accordée dès la fondation d'Alexandrie à la capacité d'alimentation montre sans équivoque une ferme volonté d'amener la cité à abriter une population particulièrement importante.

## Fonctionnement et organisation de la ville

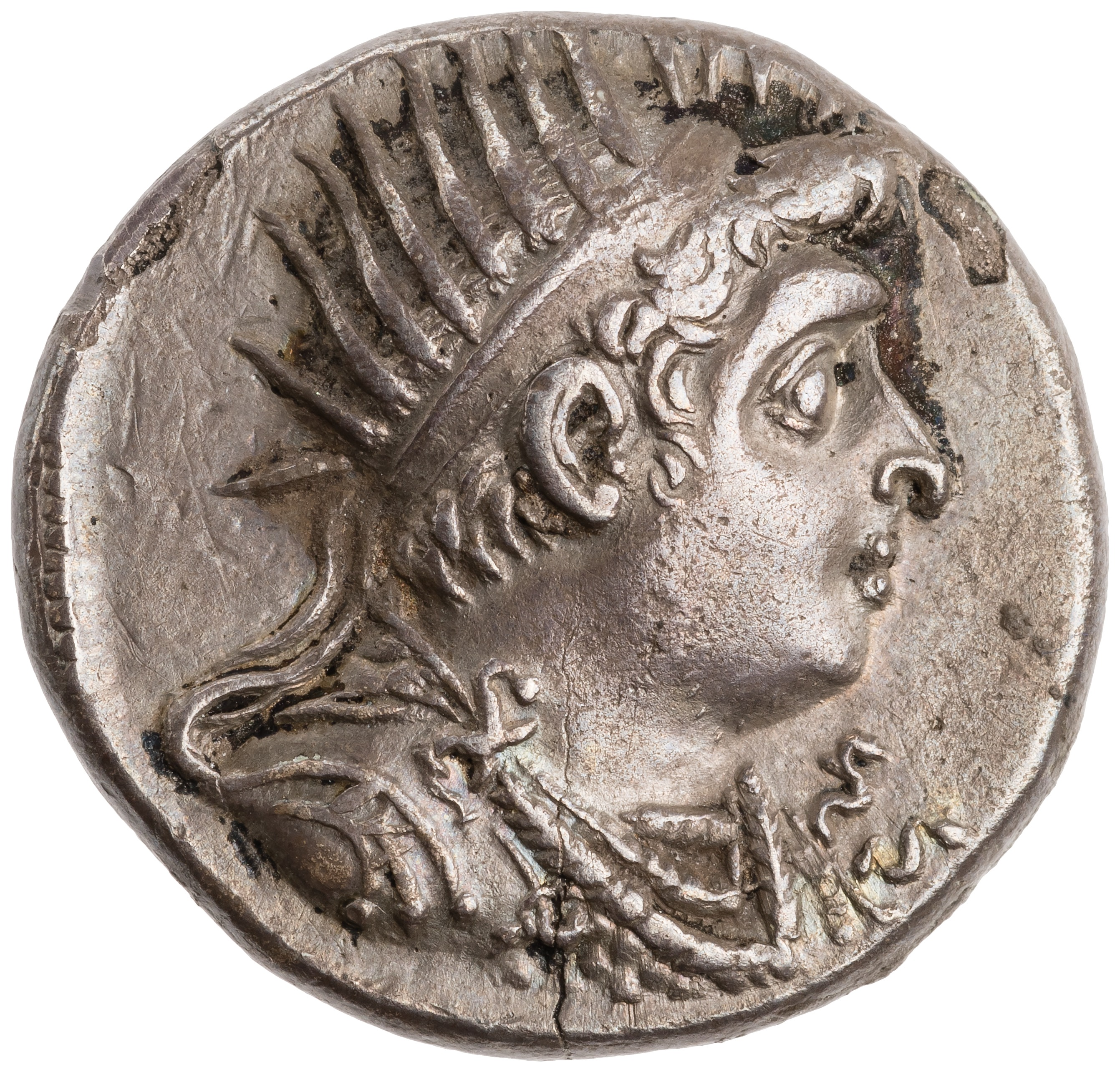
Monnaie à l'effigie de Ptolémée VIII.

### Administration de la ville
À partir de la fondation d’Alexandrie et de l’occupation grecque, l'Égypte est devenue une province de l’hellénisme et son administration, même si elle a conservé certains aspects de l’ancienne administration pharaonique, est fortement influencée par les conceptions hellénistiques. Le grec s'est imposé comme langue officielle, même si l’ancien égyptien, sous sa forme démotique, est encore parlé dans les milieux ruraux et si les prêtres conservent les antiques conceptions religieuses et couvrent toujours les temples de hiéroglyphes, de plus en plus chargés et enrichis de signes nouveaux. Même les temples, construits selon les modèles traditionnels, subissent des modifications de détail. C’est à cette époque qu’apparaissent les mammisi comme monuments indépendants, que les chapiteaux de colonnes se multiplient à l’infini dans leurs décors et s’alourdissent, que des murets sont construits dans les entrecolonnements.[réf. nécessaire]
Alexandrie est la capitale de l'Égypte lagide ; elle est en conséquence la ville où demeurent les rois ptolémaïques, qui s'installent sur la pointe de Lochias en s'y faisant construire de somptueux palais. Cette dynastie ayant eu comme caractéristique de connaitre moult révolutions de palais, sa population a vécu au rythme des assassinats de personnages politiques et des pillages de leurs biens (surtout de membres de la famille royale, le crime ayant été le passage presque obligé d'une succession). La population alexandrine est alors mobilisée à plusieurs reprises par un camp du pouvoir politique contre le camp rival.
La cité est ainsi le théâtre du pouvoir ptolémaïque, qui est organisé autour de dignitaires et d'officiers hiérarchisés selon leur influence et leur proximité avec le roi. De plus, Alexandrie est la capitale de l’Égypte de la manière la plus manifeste qui soit : les Lagides qui y siégent ont une influence totale sur leur territoire ; il en découle une administration particulièrement centralisée qui assure la gestion de l’Égypte depuis Alexandrie, reposant sur un certain nombre de responsables résidant tous dans la ville côtière : l'épistolographe (chef de la chancellerie royale), le dioecète (grand maître des finances aux larges pouvoirs) , l'archidicaste (président du système judiciaire), etc..
Cette place centrale qu'occupe Alexandrie dans l'Égypte lagide a pour conséquence directe de voir la ville être la première s'embraser d'une révolution dans les périodes de trouble. Ceci est par ailleurs accentué par la composition hétéroclite de la population alexandrine et sa tendance naturelle à être insoumise ; ainsi, les massacres de populations sont réguliers, en particulier sous Ptolémée VIII qui fait tuer, entre autres, la majorité des Alexandrins d'origine grecque qui se sont opposés à lui. Il est cependant nécessaire de souligner qu'il n'y eut aucune révolution populaire organisée en tant que telle, les agitations qu'il a pu y avoir sont spontanées de la part des masses urbaines et souvent stériles puisque trop désorganisées.

### Population

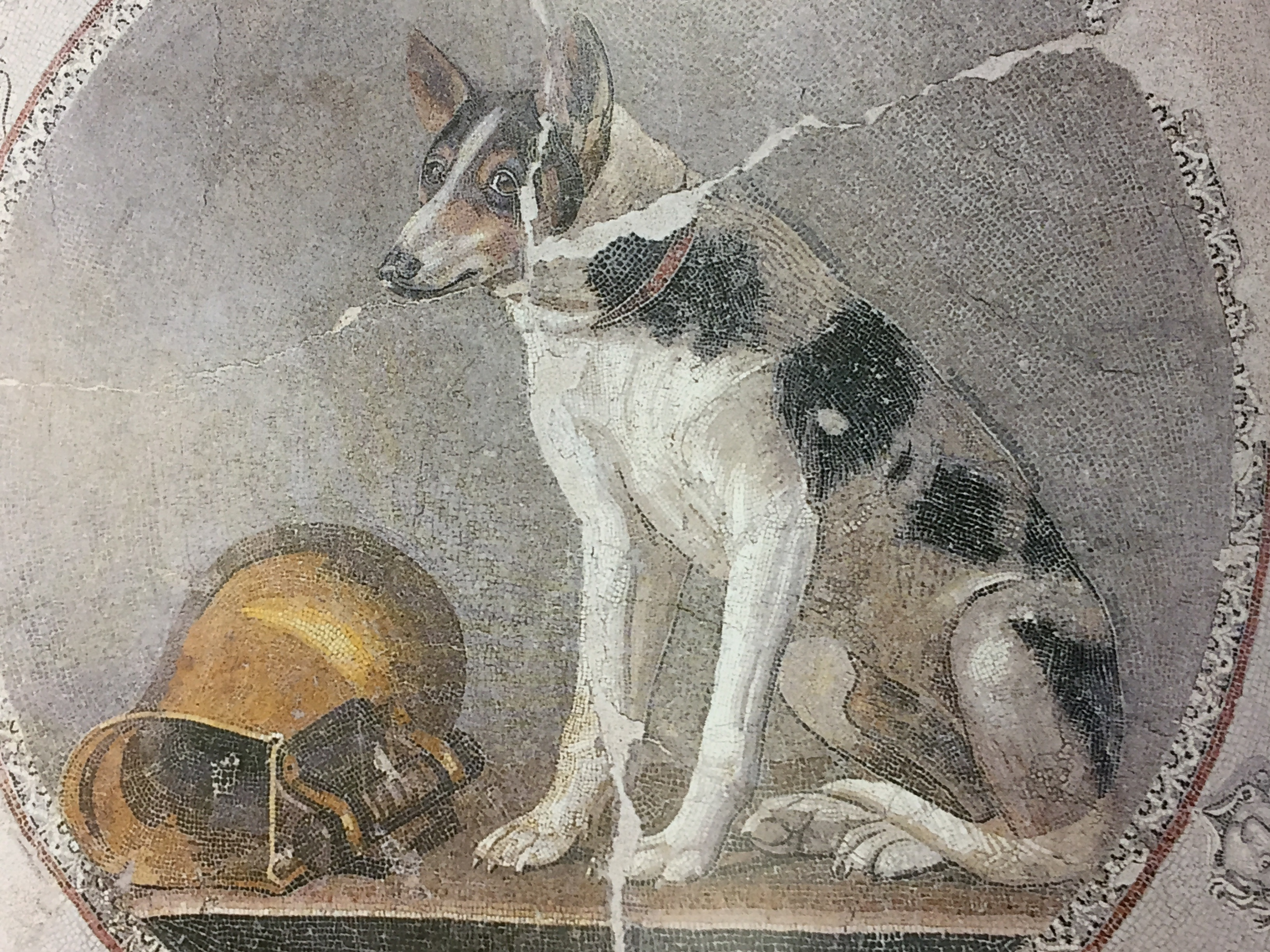
Mosaïque de l'époque lagide, vers 200-150 av. J.-C., musée gréco-romain d'Alexandrie.

#### La question de la quantification
La réussite commerciale d'Alexandrie a attiré des émigrés provenant de tout le monde grec, en particulier la diaspora juive, amenant Alexandrie à devenir particulièrement cosmopolite.

Alexandrie est durant l'époque hellénistique la plus grande ville du monde occidental connu. Elle abrite une population dont l'importance ne sera détrônée que par Rome ; mais le calcul de sa population est particulièrement complexe. En effet, la principale source qui aurait permis de le savoir est les registres servant à l'État et à la cité : ils servent à la fois à noter les recouvrements d'impôts et les déclarations d'enfants devant un tribunal. Malheureusement, ces registres ne se sont pas conservés (ils sont  surtout faits en papyrus et, les conditions climatiques alexandrines étant moins sèches que dans le reste de l'Égypte, ils n'ont pas résisté dans le temps en se détruisant) et les informations qu'ils contiennent restent donc impossibles à étudier. Il faut dès lors passer par des méthodes indirectes. Le décompte d'environ un demi-million provient d'une estimation par Diodore de Sicile, au Ier siècle, de la présence de 300 000 citoyens auquel il faut rajouter les non-citoyens : 

« [Alexandrie] est également supérieure aux autres villes par sa population ; car à l'époque où nous avons visité l'Égypte, ceux qui tiennent les registres du recensement nous assurent que la population de la ville se compose de plus de trois-cent-mille hommes de condition libre (...). »

— Diodore, XVII, 1, 52.
D'autres estimations portent la démographie à un million d'habitants. Flavius Josèphe, lui, estime qu'il y a déjà un million rien que de Juifs, portant le total à une proportion gigantesque. Jean-Yves Empereur, archéologue spécialiste de la cité, réduit lui son estimation à 400 000 en se basant sur l'étude des vestiges de résidences retrouvées. Cela n'enlève cependant rien à la rapidité à laquelle Alexandrie s'est développée, surtout illustrée par la superficie occupée par les nécropoles de la ville et la difficulté qu'a le pouvoir pour approvisionner la cité, en particulier au cours des disettes comme le montrent les décrets royaux passés à ces moments là.

#### Hiérarchisation sociale
Le rêve du cosmopolitisme à Alexandrie est certes bien vérifié dans la réalité historique, mais serait à nuancer dans une très large mesure. Ainsi, Strabon rapporte dans sa Géographie une description de la population alexandrine qu'il tire lui-même de Polybe, répartissant schématiquement la population de la cité dans trois grands groupes sociaux :

« Polybe, qui a visité Alexandrie [à l'époque des Ptolémées], flétrit l'état de désordre dans lequel il l'a trouvée. Il distingue dans sa population un triple élément :
1. l'élément égyptien et indigène, vif et irritable de sa nature, et partant fort difficile à gouverner ;
2. l'élément mercenaire, composé de gens lourds et grossiers, devenus très nombreux et très indisciplinés, car il y a longtemps déjà qu'en Égypte la coutume est d'entretenir des soldats étrangers, et ces mercenaires, encouragés par le caractère méprisable des rois, ont fini par apprendre à commander plutôt qu'à obéir ;
3. l'élément alexandrin, devenu pour les mêmes causes presque aussi ingouvernable, bien que supérieur aux deux autres par sa nature : car, pour être de sang mêlé, les Alexandrins n'en ont pas moins une première origine grecque et ils n'ont pas perdu tout souvenir du caractère national et des mœurs de la Grèce. »

— Strabon, XVII, 1, 12 (« L'Égypte et l'Éthiopie »).
Le premier groupe, les Égyptiens, est sûrement le moins important au regard de la population, cela s'explique par la quasi-absence de paysans dans la cité. En effet, d'une part, le territoire environnant Alexandrie n'est de facto pas adapté à la culture de champs (présence de marais, etc.), et, d'autre part, la ville a au-delà en refusant catégoriquement la présence de paysans en ses murs (en témoignent des décrets royaux passés dans ce sens tout au long de la période ptolémaïque) : d'une manière générale, les milieux urbain et rural ne cohabitent absolument pas à Alexandrie. Par ailleurs, malgré ce que l'on pourrait s'imaginer compte tenu de leur position, les Égyptiens colonisés sont particulièrement respectueux des lois et des coutumes ptolémaïques, de sorte que les Romains, à leur arrivée au Ier siècle, n'ont pas osé les remettre en cause. Cependant, même dans ces conditions, les Lagides n'ont témoigné d'aucune volonté d'intégrer les Égyptiens concrètement au pouvoir, sauf au niveau local où ils peuvent occuper des postes d'officiers municipaux, de notaires, etc. ; la situation a cependant sensiblement changé au IIe siècle avant notre ère, quand Ptolémée VIII a commencé à confier des hauts postes militaires à des Égyptiens.
Le second élément dont parle Polybe est constitué de mercenaires. Il convient de s'imaginer que, si Alexandrie est une ville de commerce et d'hommes de pouvoir, elle est aussi une cité militaire ; sa garnison est importante et essentiellement composée de Juifs.
La troisième catégorie que distingue Polybe est formé des Alexandrins. Cet ensemble est à la fois formé par le corps des citoyens (appartenant à un dème, une circonscription administrative) et celui des résidents (qui sont seulement venus s'installer dans la cité pour y travailler et ont un statut quelque peu inférieur aux premiers). D'une manière globale, ils sont tous des Grecs (venus surtout pour profiter du commerce florissant de la ville), de sorte que cette catégorie désigne plus un groupe culturel qu'autre chose. Ainsi qu'Aristote le conseille, ils sont mis sur un piédestal à Alexandrie : ils reçoivent, en particulier, tous les postes de l'administration et, proches des cercles de pouvoirs, ils sont organisés en un sénat, une assemblée populaire et des tribus.

#### La minorité juive
Les Juifs sont nombreux dès les premières années d'Alexandrie en tant que soldats pour une majorité d'entre eux qui défendent, en particulier, la frontière orientale du royaume lagide. Ainsi, il leur a été attribué un quartier spécifique, le quartier delta, situé au nord-ouest de la ville. Flavius Josèphe prétend que cette concession l'a été à l’initiative d'Alexandre le Grand, mais cela semble peu probable. Il faut cependant souligner que la population juive a pu habiter en dehors de ce quartier - en témoigne la présence, dans tout Alexandrie, de synagogues et de comptoirs juifs.
Il semblerait — les sources sont discordantes — que les Juifs seraient arrivés à Alexandrie dans les années 320 avant notre ère, ou pendant la domination Perse en Égypte, ou bien encore sous le règne de Ptolémée Ier. Leur communauté s'est alors peu à peu développée, jusqu'à ce qu'ils forment une communauté indépendante et reconnue : s'ils ne sont pas considérés comme citoyens, ils ont à eux un politeuma (« organisation particulière ») : leur juridiction, leur propre gestion financière, leur Conseil des Anciens, etc. De plus, la minorité juive a commencé à avoir une grande influence auprès de la Cour à partir de Ptolémée IV. Cela explique sans doute pourquoi les alexandrins ont été rapidement et violemment hostiles à la présence de cette minorité : en témoigne, par exemple, la diffusion d'un certain nombre d'ouvrages (Histoire de l'Égypte de Manéthon) exposant une âpre animosité envers la communauté juive.
Cependant, d'une manière globale, il convient de nuancer cet antisémitisme alexandrin : en dehors de violences sanglantes mais sporadiques, les habitants d'Alexandrie ont vécu dans une cohabitation paisible et durable.

## Activité commerciale

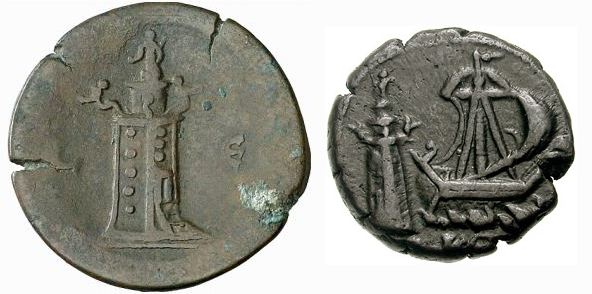
Le phare d'Alexandrie sur des monnaies frappées à Alexandrie au IIe siècle (revers d'une monnaie d'Antonin ; revers d'une monnaie de Commode).

Alexandrie est une ville à vocation commerciale, aspect qui a été principalement à l'origine de son rayonnement durant l'Antiquité. Par ses ports transitent beaucoup de marchandises diverses, mais son activité tourne principalement autour de l'export du blé produit dans les campagnes égyptiennes.
Si Alexandre le Grand est le premier à rendre effectif dans les faits l'idée de créer un grand port de commerce, l'idée lui est cependant antérieure, puisque les pharaons (Thoutmôsis III et Ramsès II en particulier) ont déjà effectués quelques aménagement sur la côte au niveau de la future Alexandrie pour poser quelques vagues bases d'un tel établissement.

### Au sein de la cité
L'organisation du plan urbain décidé dès la fondation de la cité, en particulier ses larges avenues, est principalement destinée à faciliter les flux commerciaux transitant de, par et vers Alexandrie. Il en résulte un mouvement et une turbulence perpétuels, la ville bourdonnant de convois marchands et d'une dense cohue qui anime sans cesse les rues.

### Une place incontournable dans les échanges du monde grec
Alexandrie est, avec Rhodes, un point incontournable du commerce dans le monde grec à l'époque hellénistique. En effet, les routes commerciales ont changé depuis l’époque classique et l’axe mer Noire/Bosphore/Rhodes/Alexandrie est maintenant la principale route des échanges marchands. Cette position a été, de prime abord, acquise grâce à la localisation géographique de la ville au sein de l'empire d'Alexandre s'étendant de l'Égypte à l'Indus : Alexandrie joue un rôle de pivot dans les échanges entre la mer Égée (donc le monde grec tel qu'il est conçu avant Alexandre) et l'Asie.[réf. nécessaire]
L'essentiel du trafic commercial se fait par le port du Lac, au sud. Il converge vers cet endroit toute une série de canaux qui viennent du delta du Nil, ce qui permet de transporter facilement et rapidement depuis la campagne égyptienne les marchandises destinées à être exportées. En effet, si Alexandrie exporte des produits fabriqués sur place, elle reçoit et diffuse un certain nombre d'objets venant d'ailleurs. Ainsi, de grandes quantités de blé ou de papyrus venant de la campagne égyptienne transitent par le port de la cité. De plus, les expéditions royales successives en Afrique permettent d'exporter des produits africains qui ont été chassés (éléphants en particulier) ou achetés.
En parallèle, le système financier s'est aussi développé : institutions bancaires et pratiques du crédit, monnaie royale unique, emprunt d'éléments du système de la ferme fiscale issu des cités grecques, etc..
Par ailleurs, Alexandrie forme avec Antioche un des plus grands foyers de peuplement grec dans le monde hellénistique. Cette population consomme des produits issus de sa culture d’origine qui doivent donc être importés à Alexandrie : des fruits secs, de l’huile d’olive, du poisson séché venant de la mer Noire, des textiles de luxe venant pour une grande part d’Asie Mineure et de Grèce continentale, etc. Cette consommation de produits grecs accentue les échanges, ce qui a eu en outre pour conséquence de voir se développer la production agricole en Asie Mineure à destination de l’exportation vers Alexandrie (mais aussi vers Antioche ou d’autres villes de Syrie). Ptolémée Ier a tenté de faire baisser les importations en menant une politique de développement en Égypte de cultures issues du monde gréco-macédonien, en particulier la vigne ; mais, si cette initiative a rencontré un certain succès, elle n’a cependant pas été suffisante pour avoir un gros impact sur les échanges à Alexandrie. Dans ce même objectif, les Lagides ont aussi augmenté drastiquement les taxes sur l'importation dans les ports alexandrins de produits typiquement grecs (l'huile , etc.) - l'avantage secondaire étant, évidemment et plus prosaïquement, les fortes rentrées fiscales très intéressantes pour le pouvoir.

### Principaux produits fabriqués

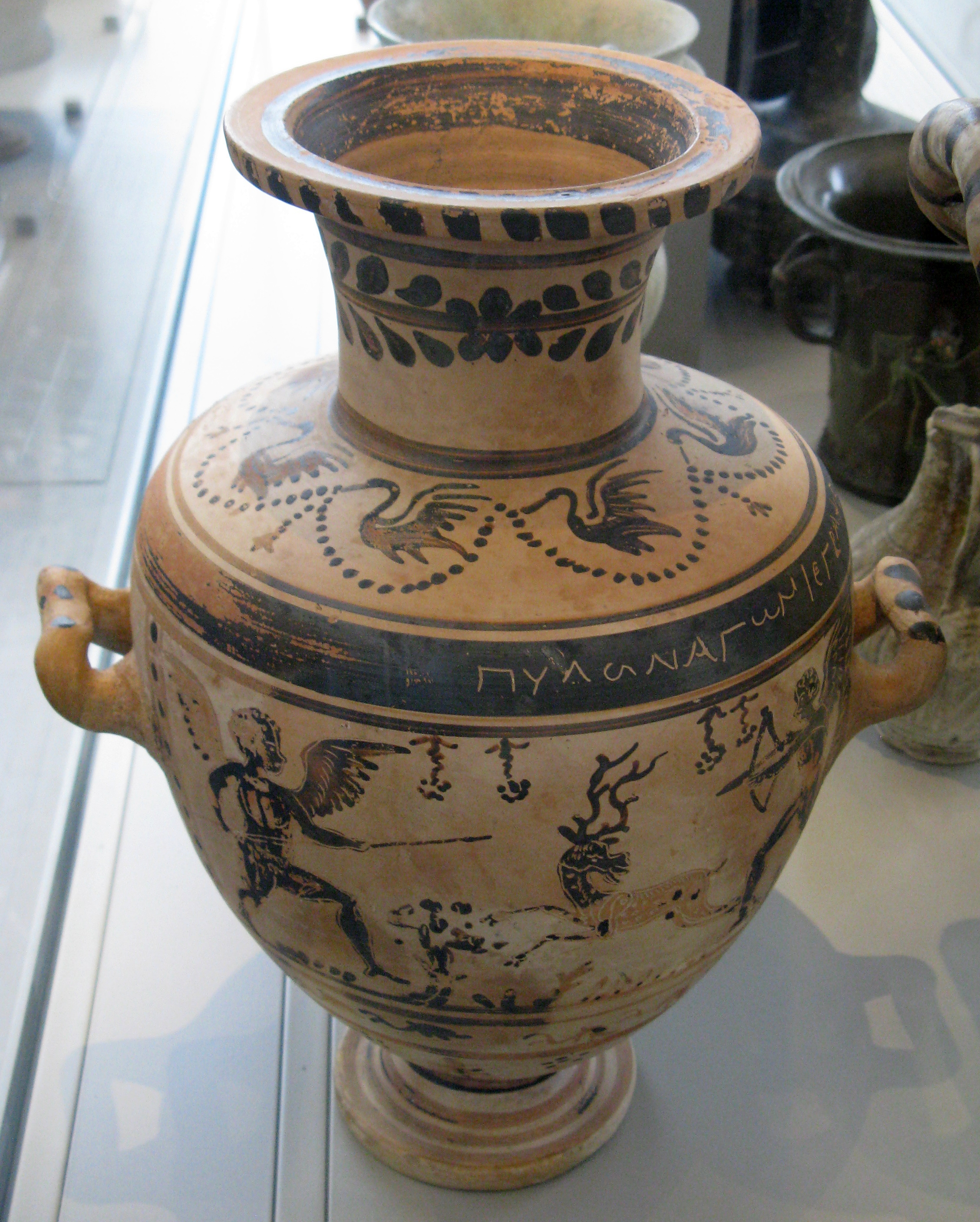
Une poterie alexandrine, une hydrie dite de Hadra, datant du et retrouvée dans une des anciennes nécropoles d'Alexandrie.

La ville est spécialisée dans un certain nombre de produits, pour la plupart très spécifiques et de grand luxe.
- La verrerie : les plus grands produits d'Alexandrie sont sans conteste ses verreries. Fabriqués dès l'époque des pharaons, ces objets ont pris un nouvel essor à Alexandrie, puisque la cité a pris le relai dans ce domaine de Tyr, détruite en 332 par Alexandre, qui est auparavant le grand centre de production d'objets en verre. Les verreries alexandrines jouissent à l'époque hellénistique (mais le seront tout autant durant l'époque romaine) d'une réputation inégalée et les souffleurs y sont loués pour leur travail remarquable puisqu'ils sont considérés comme ayant mené leur art à la perfection même. Cette très grande qualité provient, en grande partie, d'une technique permettant de placer une feuille d'or entre deux couches de verre - donnant de splendides reflets - ainsi que du sable utilisé sur place, dont Strabon parle dans ses écrits[87] : « Me trouvant à Alexandrie, j'appris de la bouche d'ouvriers verriers que l'Égypte possède une terre particulière, une terre vitrifiable, que sans cette terre ils ne peuvent pas exécuter ces magnifiques ouvrages en verre de plusieurs couleurs, et que dans d'autres pays [où cette terre manque] il faut avoir recours à différents mélanges »[88].
- La poterie : grâce à de nombreuses trouvailles au cours des recherches archéologiques, la poterie est le secteur industriel le mieux connu de la ville antique. Si elles sont une cité d'importation de poterie de la fin du IVe siècle jusqu’au début du IIIe siècle (venant d'Athènes ou d'Italie du Sud principalement), elle a commencé à lancer sa propre production à partir de ce début de IIIe siècle, au départ en imitant les potiers athéniens. Progressivement, elle parvient à s'en détacher et les potiers alexandrins devinrent totalement autonomes dans leur inspiration, aboutissant à la fabrication de vases comme l'hydrie dite « de Hadra », utilisée comme urne funéraire, ce qui explique qu'elle fut retrouvée en grand nombre dans les nécropoles de la ville par les archéologues. L'archéologie apporte une série de preuves sur des phénomènes de globalisation de la production céramique dans le monde méditerranéen hellénistique, d'une part par les traces d'importations d'objets venus des ateliers de différentes régions d'Asie mineure notamment et pouvant servir de modèles[89], mais également à travers les influences dans le choix du type et du style d'objets[90]. Ces poteries ont connu des évolutions stylistiques au cours du temps en épousant les changements des diverses influences artistiques. Par ailleurs, elles ont aussi été retrouvées en dehors d'Alexandrie : dans l’Égypte et dans des colonies ptolémaïques, mais aussi en Cyrénaïque, à Chypre, en Italie méridionale, etc.[91].
- La toreutique : La toreutique d'Alexandrie a bénéficié de l'héritage à la fois des pharaons égyptiens et des Perses. En effet, si les premiers ont porté cet art à un niveau quasi-inégalable, les seconds ont incontestablement fourni aux Alexandrins une forte influence stylistique. Bien que les spécialistes ne s'entendent pas toujours sur le point à adopter vis-à-vis du développement et du rayonnement de la toreutique d'Alexandrie — le sujet, de plus, n'a pas encore été travaillé en profondeur par les historiens —, ils s'accordent cependant pour souligner qu'elle a eu grande importance durant l'Antiquité, parallèlement à la production syrienne de Séleucie qui est sa grande rivale dans ce secteur industriel[92].
- Le textile : grâce à la production de chanvre, de laine et de lin en Égypte, Alexandrie a pu se doter d'une industrie textile prospère. Malgré cela, aucun tissu issu de l'époque hellénistique n'a pu être retrouvé, mais les papyrus à disposition des historiens recèlent eux de précieuses informations sur ce secteur économique. Ils révèlent que ce dernier sont pour partie contrôlée par le pouvoir ptolémaïque : les ateliers de tissage sont souvent affermés et surveillés par l'économe du nome ainsi que par ses délégués ; de plus, le diocète décide par ordonnance de la quantité de lin qu'il faut ensemencer dans l'année. Cependant, il convient de nuancer cette vision : le pouvoir n'a ni le monopole sur l'élevage des moutons, ni n'a la possibilité de contraindre la production de laine. Par ailleurs, les textiles d'Alexandrie sont, pour la plupart des ateliers, des fabrications de hautes qualités ; ils savent s'adapter aux goûts des autres peuples afin de mieux s'exporter : par exemple, des tissus faits selon le style barbare et clairement destinés aux marchés d'Orient et d'Afrique[93].
- La mosaïque : Alexandrie est aussi spécialisée dans la mosaïque, qui est rapidement devenue une activité florissante. Les archéologues en ont retrouvé principalement dans les nécropoles, les palais ou en ornementation de bains[94].
- La parfumerie, pharmacologie et droguerie : La ville est de plus réputée pour ses parfums et ses produits pharmaceutiques, ce qui n'a rien de surprenant compte tenu de l'importance de l'école de médecine qu'elle abrite ainsi que du raffinement recherché par ses habitants. La production des parfums est faite à partir de fleurs récoltées en Égypte, en particulier dans le delta, et les préparateurs sont rigoureusement contrôlés dans les ateliers afin d'éviter tout risque de vol (on leur cache les yeux, ferme soigneusement leur sous-vêtement...). La fabrication des médicaments, drogues et poisons se fait à partir d’épices venant d’Asie et d’Arabie ; ces éléments sont aussi, dans un cadre plus large, des spécialités typiquement égyptiennes - expliquant sans doute la réputation d’empoisonneuse de Cléopâtre. Par ailleurs, le monopole qu'ont de facto les Lagides sur ce commerce — ils sont plus ou moins les seuls à pouvoir en proposer au reste du monde connus, en particulier les parfums — leurs procure des revenus très confortables, encore amplifié par un phénomène de réexportation de ces produits vers Alexandrie : le pouvoir s'y retrouve doublement, puisque les marchandises sont à la fois taxées une première fois au titre des droits de sortie, et une seconde fois au titre des droits d'entrée. Il convient par ailleurs de souligner la pression qu’exerce le clergé égyptien sur le pouvoir : les embaumeurs ont besoin d'encens en grande quantité (dont la myrrhe), et ils n'hésitent pas à presque menacer les responsables politiques afin d'être sûrs qu'ils peuvent s'en approvisionner[95].
- Les papyrus : les papyrus égyptiens sont très diffusés, de sorte que, même si l'invention du parchemin à Pergame amène avec elle un concurrent inquiétant, le monde méditerranéen continue d'utiliser en très grande majorité les papyrus d’Égypte. La position géographique d'Alexandrie était dans ce domaine un atout précieux, puisque le byblos est cultivé principalement et de manière très soutenue dans le delta du Nil : la fabrication du papyrus nécessite de conserver le byblos frais et donc de pouvoir travailler dans des ateliers à proximité des champs de culture. Ainsi, si Alexandrie n'est pas forcément le seul lieu de fabrique du papyrus égyptien, tout ce qui est produit l'est dans ses environs en étant forcément exporté via le Grand Port de la cité. Les rois ptolémaïques ne gardent pas le contrôle de ce marché, mais y tirent leurs bénéfices en imposant, comme pour les autres produits, une taxe à la sortie[96].
- S'ajoutent d'autres produits qui transitent aussi par les ports d'Alexandrie, mais de manière plus secondaire : miel, dattes, fleurs, natron, pierres précieuses ou semi-précieuses, peut-être certaines pierres tel que le granit ou le porphyre[86]. Les objets d'artisanats représentent souvent des scènes érotiques ou des créateurs grotesques, marques de fabrique de la ville[réf. nécessaire].

### Infrastructures commerciales et industrielles
L'activité commerciale à Alexandrie est surtout articulée autour des ergasterion : ce mot grec désigne des bâtiments correspondant à la fois à une boutique et un atelier, soit à un lieu réunissant production et vente. Les documents retrouvés de l'époque mentionnent une multitude de métiers (orfèvres, boulangers, fabricant de meubles, etc.), dont les branches professionnelles sont sans doute regroupées par rues ou quartiers.
La ville est aussi dotée de plusieurs chantiers maritimes qui utilisent du bois systématiquement importé depuis la Phénicie, Chypre ou l'Asie Mineure - le peu d'espèces d'arbres poussant en Égypte sont de trop mauvaise qualité pour être utilisés. Ces chantiers permettent de construire et réparer des navires, ils sont une clé de voute indispensable à la puissance économique et militaire de la cité. Grâce à l'équipement portuaire et à l’expérience de ses ouvriers, Alexandrie jouit d'une renommée largement diffusée dans ce domaine, que ce soit à travers la productivité de ses chantiers ou l'habilité que met les alexandrins à sortir de leurs ports des navires aux dimensions audacieuses (des monstres des mers, pouvant atteindre jusqu’à trente, voir quarante rangs de rameurs) ou au luxe extraordinaire (navire royal de Ptolémée IV par exemple, véritable « palais flottant »).

## Renommée intellectuelle

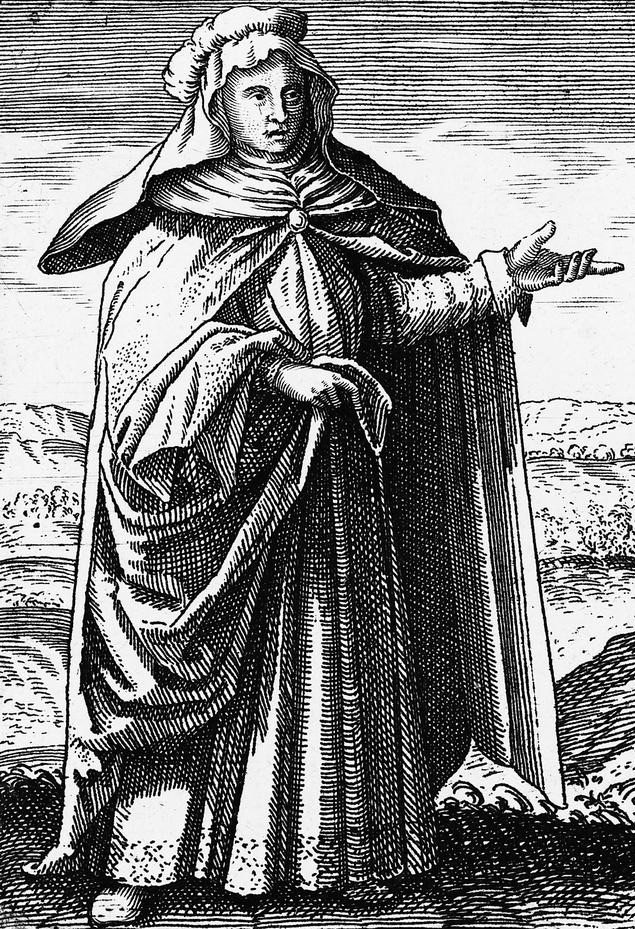
Gravure de Marie la Juive, alchimiste gréco-alexandrine, qui a probablement vécu au avant notre ère

Pendant près d’un millénaire, jusqu’à la conquête arabe en 641, Alexandrie a été la capitale intellectuelle et spirituelle d'une partie du monde méditerranéen et son école joue un rôle de première importance dans, les domaines des sciences et des mathématiques.

### Bibliothèque
La bibliothèque d'Alexandrie, fondée en 288 av. J.-C. et définitivement détruite au plus tard entre 48 avant notre ère et 642, est la plus célèbre bibliothèque de l'Antiquité et réunit les ouvrages les plus importants de l'époque. Ptolémée II, qui l'a fait construire dans le quartier de Brouchion, confie à Démétrios de Phalère le soin de rassembler tous les livres du monde connu afin de procurer une large documentation aux savants du Musée.

### Musée
Le Mouseîon a été fondée vers 295 av. J.-C. par Ptolémée Ier sur les conseils de Démétrios de Phalère en plein cœur du quartier royal (Basileia). Il est l'un des plus importants centres intellectuels du monde hellénistique. La construction du musée a été l'une des nombreuses illustrations de la politique culturelle de Ptolémée Ier, celle de la recherche d’une véritable suprématie intellectuelle lagide. L'ancien sômatophylaque d’Alexandre le Grand veut faire de son musée celui du monde grec, à l'image du vers d’un poète grec rapporté par Athénée de Naucratis dans son Deipnosophistes, faisant du musée du mont Hélicon celui de la Grèce. Expression du désir constant de conserver des liens avec la tradition et culture grecques, le musée d'Alexandrie a été par la même occasion le moyen pour les Ptolémées de prôner une supériorité culturelle face à des rivaux antigonides et attalides qui redoublent d'efforts pour édifier de nombreux musées et académies. Il rassemble au sein de l'école d'Alexandrie une confrérie de savants pensionnés qui travaillent en commun en s'intéressant à des domaines de recherche aussi divers que variés : mathématiques (Euclide), astronomie (Hipparque), médecine (Hérophile), mécanique (Héron), science des textes (Zénodote d’Éphèse invente la critique littéraire, développée par Aristophane de Byzance ainsi qu'Aristarque de Samothrace).
Ce rayonnement a aussi été accentué par l’arrivée d’un certain nombre d’intellectuels (Athéniens en particulier), trouvant refuge à Alexandrie au moment de la fin de la guerre chrémonidéenne en 262.[réf. nécessaire]

## Nécropoles

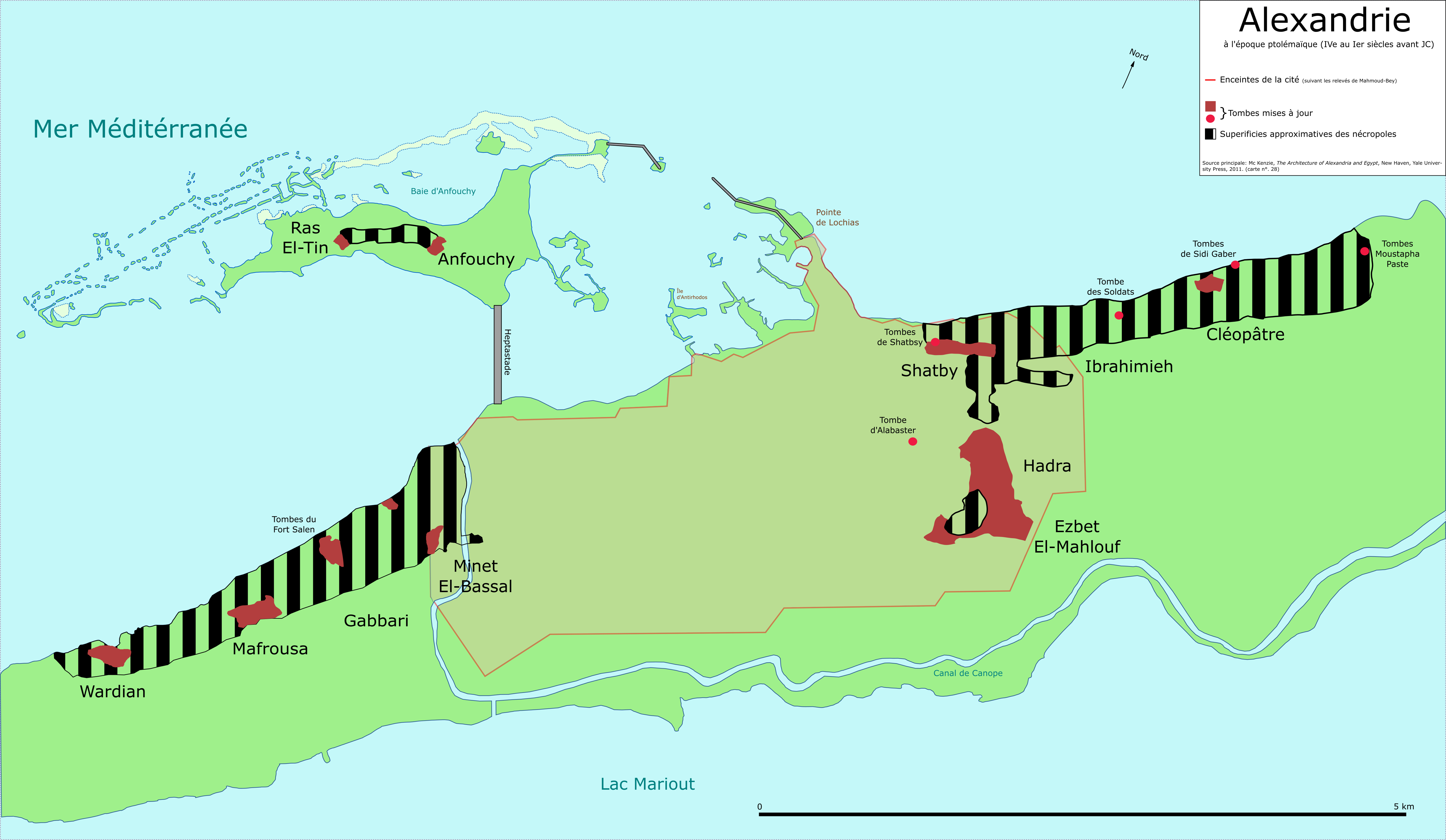
Plan représentant l'organisation des nécropoles d'Alexandrie à l'époque hellénistique.

### Usages funéraires
D'une manière globale, deux pratiques funéraires ont été repérées dans les nécropoles d'Alexandrie par les archéologues : la momification et la crémation. Si la momification est l'usage traditionnel égyptien, la crémation est quant à elle une pratique qui est apparue nouvellement à l'époque hellénistique sous les ptolémaïques. Tous les corps sont  alors brulés sur des buchers et les cendres sont récoltées pour être placées dans des pots en terre cuite (appelés hydries de Hadra) ou des urnes.
La crémation est généralement préférée par les Alexandrins soit par choix, soit par contrainte financière car elle est d'un coût plus réduit. L'inhumation avec momification est elle choisie par les Égyptiens tenant à leurs traditions puisque, comme pour les chrétiens plus tard, ils estiment qu'un corps incinéré ne peut permettre au mort d'accéder à une renaissance.

### Organisation générale des nécropoles
Les nécropoles forment l'essentiel de ce qu’il reste aujourd’huide la ville antique comme vestiges visibles - le site de Gabbari est en particulier plutôt bien conservé - ; elles annoncent, dans un sens, la « ville des Morts » du Caire.. Les tombes ont été découvertes au XVIIe siècle, pour être explorées par les archéologues principalement à partir des années 1960. Si beaucoup de tombes émergent à la surface, beaucoup d'autres restent totalement ensevelies dans un complexe réseau souterrain à l'accès difficile.
Les inhumations les plus anciennes sont situées dans de grandes tombes proches de la surface et facilement accessibles. Au fur et à mesure de l'essor d'Alexandrie, les tombes se sont multipliées et les corps furent placés dans des emplacements (loculi) creusés dans les parois de salles souterraines.
Les nécropoles sont par ailleurs les lieux de travail des entrepreneurs funéraires. Véritables gestionnaires de facto des lieux, ils en assurent l'organisation à travers des plans architecturaux tracés selon les besoins. Plus particulièrement, ils tentent de placer les tombes de la manière la plus dense possible : en effet, malgré la taille des nécropoles alexandrines, il n'en est pas moins que la place manque toujours, ceci reflétant la démographie gigantesque de la cité. Ces entrepreneurs funéraires ont aussi participé au développement d'Alexandrie : les pierres extraites en creusant les galeries et les tombes des nécropoles sont ensuite revendues pour servir dans la construction de bâtiments dans la cité.
Les nécropoles sont de précieux témoins de la diversité de la population de la ville : les archéologues y ont relevé des tombes de riches et de pauvre, des inhumations et incinérations individuelles ou collectives, etc..
Les fouilles archéologues sont minées par les pillages qui ont sévi, en faisant disparaître des tombes beaucoup d'objets de valeur, tels que les bijoux. Cependant, des objets plus banals (vases de céramique, poteries, etc.) ont été retrouvés en nombre et sont de précieux témoignages pour les chercheurs.

### Sites

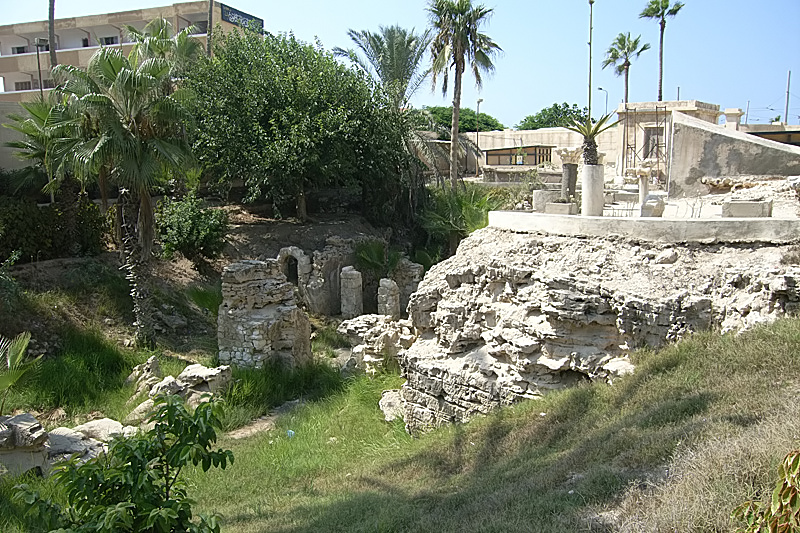
Vestiges de la nécropole d'Anfouchy.

- Site d'Anfouchy : cette zone située sur l'île de Pharos abrite dès l'époque grecque un grand cimetière avec des tombes souterraines, dont seules cinq sont encore visibles de nos jours.
- Site de Gabbari : la nécropole de Gabbari est particulièrement remarquable puisqu'elle s'étend sur une très vaste superficie, à tel point que le mot "nécropole" employé en français vient du terme grec nekropolis[109], utilisé par Strabon pour désigner spécifiquement le site de Gabbari[110]. Situé à l'ouest de la ville et à l'extérieur des enceintes, le site est constitué de tout un ensemble de tombes souterraines, dont de nouvelles sont mises au jour régulièrement (une par exemple lors de la construction d'un pont en 1997, etc.).
- Strabon décrit la nécropole en ces termes :

« La ville s'étend un peu au-delà de ce canal [de Canope], puis commence la Nécropole [Nekropolis], faubourg rempli de jardins, de tombeaux et d'établissements pour l'embaumement des morts. »

— Strabon, XVII, 1, 10 (« L'Égypte et l'Éthiopie »).

### Autres sites

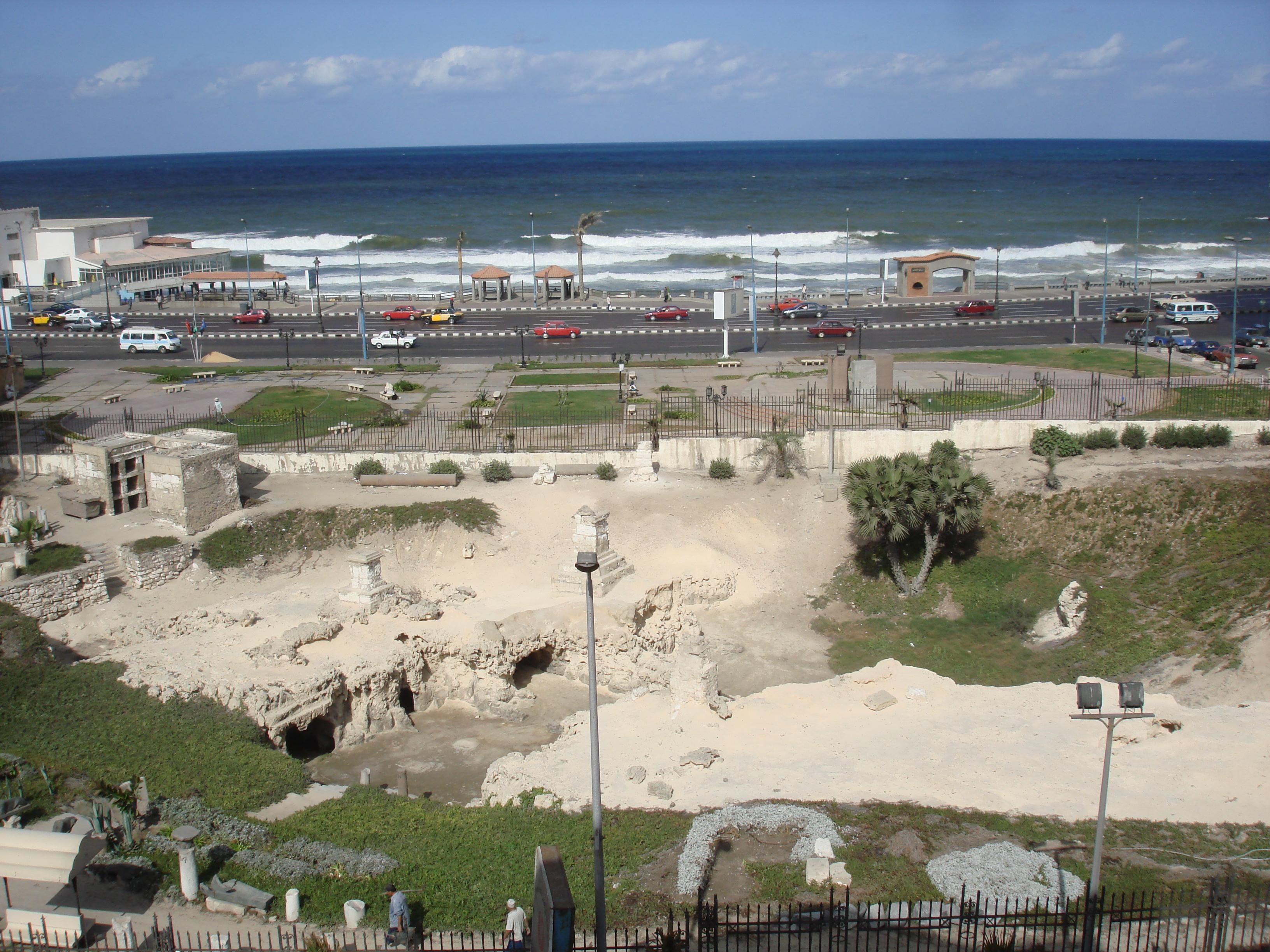
Vestiges de la nécropole de Chatsby.

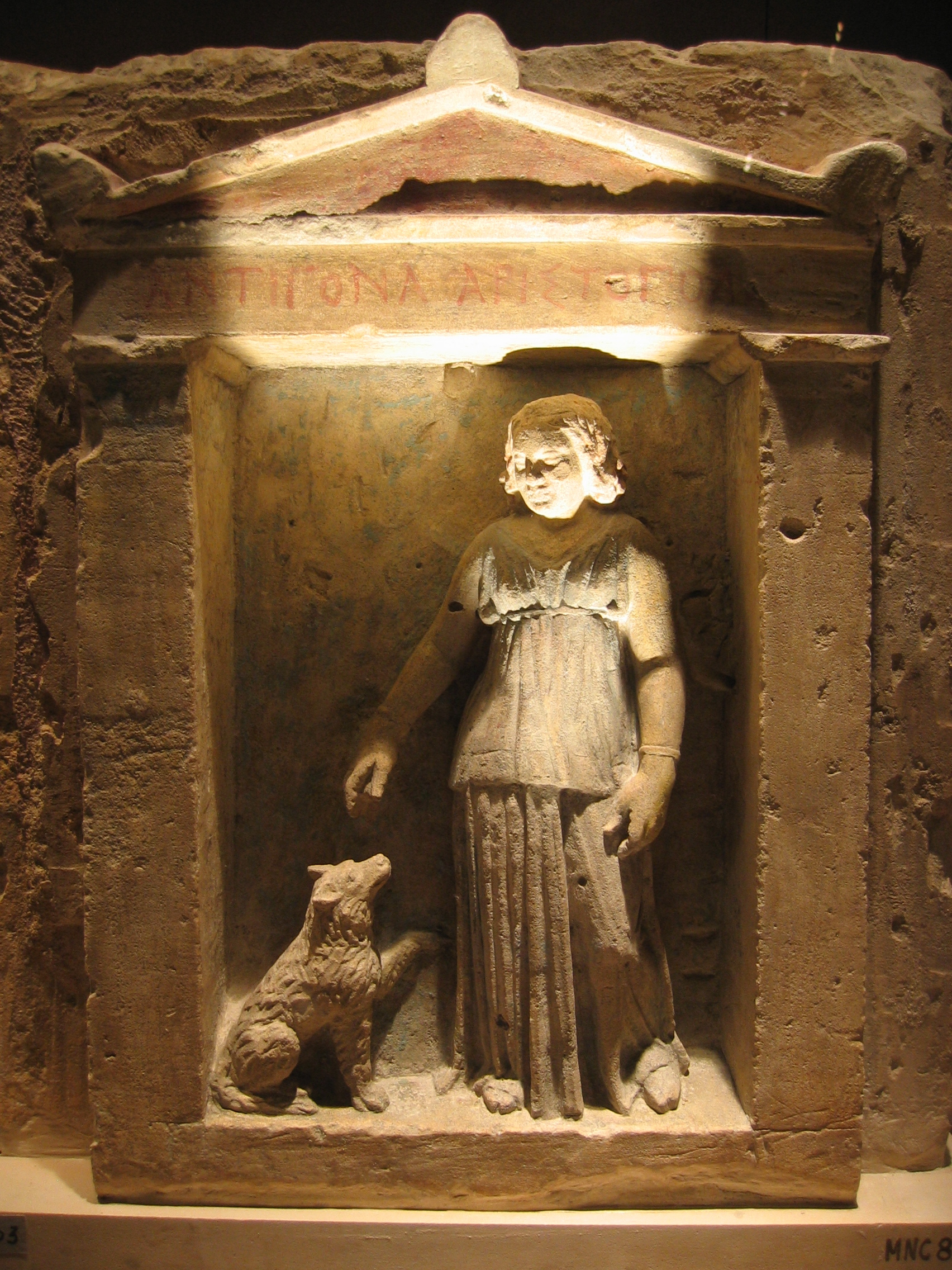
Plaque de loculus funéraire, retrouvée dans la nécropole d'Hadra et portant le nom d'Antigona et Aristopolis (nom peut-être ajouté plus tard), représentant la petite fille et son chien (probablement un maltais). La plaque est en calcaire polychrome et a été fabriquée durant la première moitié du IIIe siècle.

- Site de Chatsby.
- Site de Ras el-Tin.
- Site d'Ibrahimieh.
- Site de Mustapha Pacha.
- Site de Hadra.

## Vestiges et recherches archéologiques
Il ne reste malheureusement que peu de traces de la cité hellénistique dans l'Alexandrie d'aujourd'hui. Du fait du développement intense de la ville depuis deux siècles, les restes antiques sont ensevelis sous plusieurs mètres de terres et de constructions : les nouvelles trouvailles ne se font qu'au compte-goutte. De plus, la difficulté est accrue par la présence de nappes phréatiques recouvrant les couches datant de l'époque ptolémaïque ainsi que par des glissements de terrain qui ont , petit à petit, causé l'engloutissement des bâtiments de l'époque ptolémaïque du bord de mer.
Depuis 2001 une équipe dirigée par l'archéologue grecque Calliope Limneos-Papakosta fouille un parc public situé dans le cœur d'Alexandrie. Une statue d'Alexandre datant de l'époque romaine a été mise au jour en 2016. L'archéologue estime avoir découvert le quartier royal d'Alexandrie. Pour guider ses recherches, l'archéologue a utilisé les récits de Strabon et une carte d'Alexandrie datant du XIXe siècle ; elle a également utilisé des technologies modernes à base de courant électrique dans le sol. Grâce à ces techniques, son équipe a identifié ce qui pourrait être des ruines anciennes situées profondément sous terre, voire l'emplacement du tombeau d'Alexandre.